# Modica
Modica (Muórica in siciliano) è un comune italiano di 53 405 abitanti del libero consorzio comunale di Ragusa, in Sicilia.
Città di origini neolitiche, fino al XIX secolo è stata capitale della contea omonima, che ha esercitato una vasta influenza politica, economica e culturale. Il suo centro storico, ricostruito a seguito del devastante terremoto del 1693, costituisce uno degli esempi più significativi di architettura tardo barocca.
Per i suoi capolavori la città è stata inclusa il 25 giugno 2002, insieme ad alcuni centri del Val di Noto, nella lista dei patrimoni dell'umanità dell'UNESCO.
È nota anche per la preparazione del tipico cioccolato.

## Geografia fisica

### Territorio

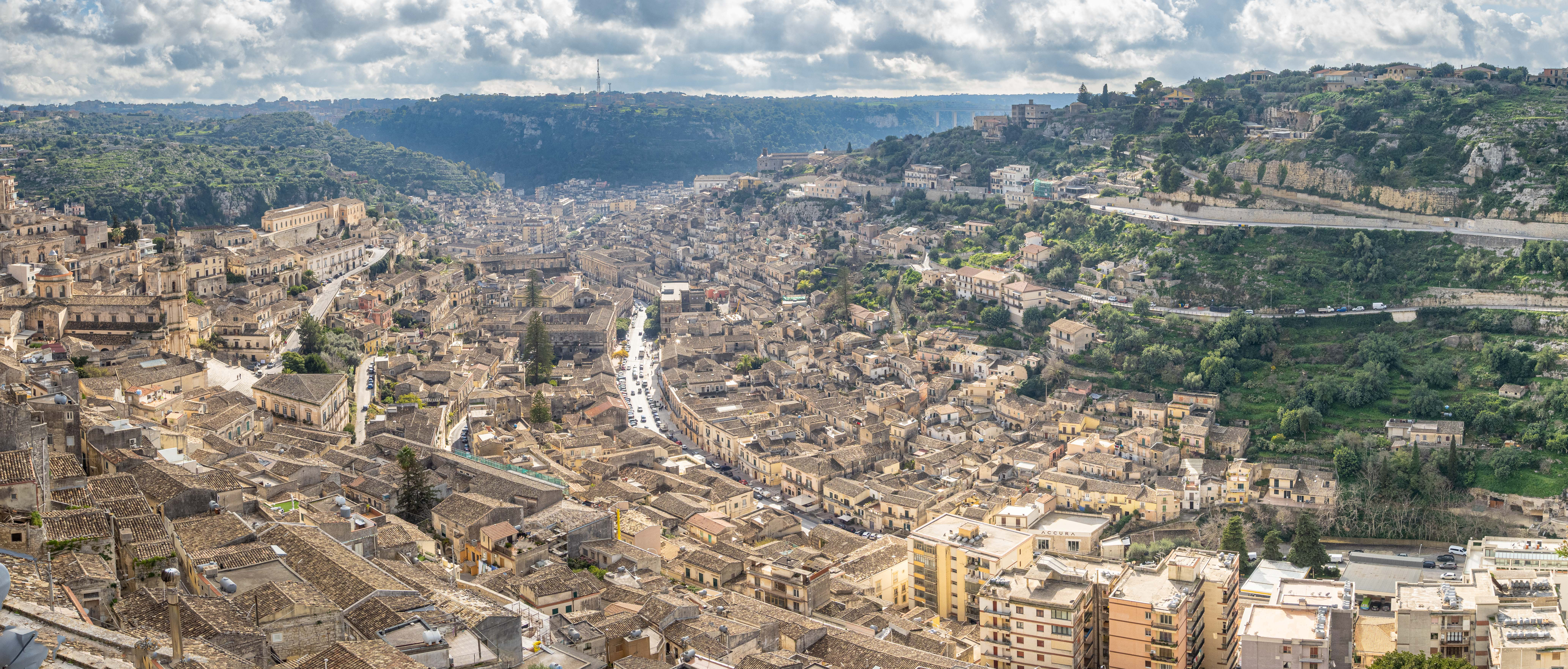
Panorama di Modica Bassa

Modica è situata a circa 15 km a sud del capoluogo di provincia, e il suo territorio urbano si sviluppa su un ampio altopiano inciso da profondi canyon (localmente denominati cave). La città sorge alla confluenza di due corsi d’acqua a carattere torrentizio, che suddividono l’altopiano in quattro colline: Pizzo a nord, Idria a ovest, Giacanta a est e Monserrato a sud.
I torrenti Pozzo dei Pruni e Janni Mauro (oggi asciutti e coperti nel tratto urbano) confluiscono a formare il Modicano, il cui alveo è stato coperto nei primi decenni del Novecento, diventando l’attuale corso Umberto I, asse viario principale della città. Fino ai primi del Novecento il Modicano aveva carattere perenne, alimentato da sorgenti permanenti, fra le quali la più importante era la Fontana Grande. Le sue acque permisero, tra il Cinquecento e l’Ottocento, l’attività di ben 23 mulini ad acqua lungo le rive del Μότουκανυς ποταμός, come lo definì il geografo greco Claudio Tolomeo nel II secolo d.C. Successivamente sorsero mulini industriali, e l’acqua delle sorgenti fu incanalata nella rete idrica cittadina. Dal Settecento alla fine dell’Ottocento la presenza di 17 ponti lungo gli argini dei torrenti, che permettevano il transito di uomini, animali e carri, contribuì alla fama della città: nella prima edizione del 1934, dell'Enciclopedia Treccani, Modica fu definita «la città più singolare d’Italia, dopo Venezia», riportando l’impressione che ne ebbe l’abate Paolo Balsamo nel 1808.
Il nucleo urbano più antico si sviluppa sulla collina, dominata dai resti del castello medievale, che separa i due torrenti e sui versanti da essi formati. Il comune dispone di un vasto territorio, esteso in senso longitudinale: dalle pendici dei Monti Iblei, con altitudini comprese fra i 500 e i 550 m s.l.m., nei pressi dei comuni montani di Giarratana, Monterosso Almo e Palazzolo Acreide, degrada gradualmente fino alla costa sul Canale di Sicilia, dove si trovano le frazioni marinare di Maganuco e Marina di Modica.
Il punto più elevato del centro urbano, con i suoi 449 m s.l.m., corrisponde al campanile della chiesa di San Giovanni Evangelista a Modica Alta, mentre la sede comunale, situata a Modica Bassa, si trova a 296 m di altitudine. Il territorio comunale comprende anche un’isola amministrativa, acquisita nel 1950 dal comune di Noto, insieme ad altri territori situati alla destra del fiume Tellaro (ad eccezione della contrada San Giacomo, aggregata a Ragusa).

### Clima
Il territorio comunale presenta due principali aree climatiche: quella meridionale, costiera, e quella settentrionale, di tipo montuoso-collinare. Il clima è generalmente mite; la neve è un fenomeno raro nella parte bassa della città, ma più frequente nelle zone alte e sull’altopiano, dove ogni anno si possono registrare nevicate, spesso senza accumulo. Eventi nevosi più consistenti si sono verificati nel 1895 (febbraio), 1905, 1909, 1929, 1956 (febbraio), 1979, 1985 (febbraio), 1998 e 2005 (26 gennaio). Particolarmente intensa è stata la nevicata del Capodanno 2015, quando, tra l’una e le sei del mattino, una coltre di oltre 30 cm di neve ha ricoperto l’intera città.
Nella zona montuosa sono frequenti la formazione di brina e il gelo, mentre sono rari i banchi di nebbia notturni sull’altopiano. La temperatura media annua è di circa 17 °C nella parte bassa e 16 °C nella parte alta. A gennaio la media è di 9 °C nella parte bassa e 8 °C nella parte alta (con valori notturni spesso inferiori ai 4 °C), mentre a luglio la media si attesta intorno ai 26 °C. L’estate è calda ma asciutta e ventilata, soprattutto nelle zone oltre i 440 m s.l.m.. L’inverno è fresco e piovoso, con una pluviometria media annua di circa 650 mm, concentrata principalmente tra autunno e inverno, e in parte della primavera.

## Origini del nome
Mòdica deriva dal greco antico Μότουκα?, Mótouka; in latino Mutyca o Mutycē, in bizantino Μουδίκ, Moudík (in arabo موذقة‎?, mūḏiqah). Si tratta forse di un relitto mediterraneo, come l'altro toponimo simile in Sicilia occidentale, Μοτύη, Motýē. Fantasiosa risulta l'ipotesi che derivi da una parola fenicia.
Toponimi derivati
Dal nome di Modica deriva quello di Nova Módica, comune brasiliano dello stato del Minas Gerais, fondato dal missionario modicano, frate Gaspare Zaccaria.

## Storia

### Origini preistoriche e popolazioni antiche
Il territorio di Modica fu abitato fin dalla preistoria, con insediamenti riconducibili all’eneolitico (3200–2200 a.C.), testimoniati dalla necropoli del quartiere Vignazza, le cui tombe a forno scavate nella roccia risalgono al 2200 a.C. Successivamente l’area fu popolata prima dai Sicani, poi, per un certo periodo, dai Fenici e infine stabilmente dai Siculi. Dai frammenti di Ellanico e Filisto si deduce che la fondazione delle città sicule nella Sicilia orientale, tra cui Modica risalirebbe al 1360 a.C. circa, epoca in cui i Siculi scesero dal Lazio e occuparono il territorio a scapito dei Sicani.

### Periodo greco e romano
La leggenda vuole che Modica fosse fondata da Ercole, come riportato dallo storico messinese Buonfiglio nel 1604. I primi insediamenti stabili si consolidarono durante il periodo siceliota e greco, con evidenze archeologiche anche nella vicina Cava d’Ispica. Appare in fonti classiche come Cicerone (nell’orazione contro Verre), Plinio, Tolomeo e Silio Italico.

### Medioevo
Nel periodo bizantino, la regione era caratterizzata da piccoli villaggi e fattorie, con testimonianze archeologiche e epigrafi funerarie nella necropoli di Cava Ispica e Modica. Risalgono a questo periodo i ruderi della chiesa di San Pancrazio (VIII–IX secolo). Lo storico cronachista della “Cronaca di Cambridge” menziona la conquista di Modica (annotata come Mudiqah) durante l’espansione araba del 844–845.
Nel 1093 i Normanni liberarono Modica dalla dominazione saracena e la resero feudo concesso da Ruggero II a un cavaliere di nome Gualtiero. Sebbene vi siano ipotesi che già nel 1176 la signoria si fosse trasformata in contea, è nel 1296 che Federico III di Sicilia investì ufficialmente Manfredi Chiaramonte come primo Conte di Modica, dando origine alla Contea vera e propria, che comprendeva anche Ragusa, Scicli e Pozzallo.
Sotto i Chiaramonte la Contea si ampliò ulteriormente, divenendo un centro politico e giuridico di rilievo. Nel 1361 Federico IV di Sicilia conferì alla Contea l’istituzione della Gran Corte, a cui veniva delegata la giurisdizione criminale suprema, equiparabile a quella della Regia Gran Corte di Palermo.
Nel 1392, con l’ascesa dei Cabrera (grazie all’investitura di Martino I), Modica acquisì ampissima autonomia giudiziaria, tanto da essere definita un «Regnum in Regno». I Cabrera mantennero poteri tali da far di Modica un centro di appello che nulla aveva da invidiare alla corte di Palermo.

### Età moderna
Dopo la morte senza eredi della dinastia Cabrera, la contea passò agli Enriquez‑Cabrera, che promossero un periodo di sviluppo agricolo, economico e culturale. Uno di essi, Juan Alfonso Enríquez de Cabrera, fu viceré di Sicilia (1641–1643) e fondò il borgo di Vittoria. La contea, pur perdendo terreni, divenne modello di proprietà terriera diffusiva e borghesia emergente. Dopo l’estinzione degli Enriquez‑Cabrera, la contea passò ad altre famiglie nobili (Alvarez de Toledo, Fitz‑James Stuart). Il feudalesimo fu definitivamente abolito nel 1812 e la Contea sciolta nel 1816.

### Età contemporanea
Con la soppressione della Contea di Modica nel 1816 e l’abolizione del sistema feudale (1812), la città perse il ruolo politico di capitale di un vasto territorio, pur conservando una rilevante funzione amministrativa e giudiziaria per il circondario. Durante il periodo borbonico rimase sede di uffici regi e di tribunali, e continuò a essere un centro economico agricolo di primo piano per la produzione di cereali, carrube, mandorle e per l’allevamento. L’economia era basata principalmente sul latifondo e sulla piccola proprietà, quest’ultima eredità della frammentazione fondiaria seguita allo smembramento della contea.
Nel corso del Risorgimento Modica fu interessata dai moti antiborbonici che attraversarono la Sicilia, in particolare nel 1848 e nel 1860. In seguito alla spedizione dei Mille e al plebiscito del 21 ottobre 1860, la città entrò a far parte del Regno d’Italia. Nei decenni successivi, come gran parte della Sicilia, soffrì le difficoltà della transizione post-unitaria: crisi economica, emigrazione verso le Americhe e tensioni sociali legate alla questione agraria.
Nella seconda metà del XIX secolo e nei primi decenni del XX secolo Modica vide l’ampliamento dell’abitato oltre i nuclei storici di Modica Alta e Modica Bassa, con la nascita di nuovi quartieri e un potenziamento delle infrastrutture viarie. L’agricoltura restava il settore predominante, ma cominciarono a svilupparsi piccole attività artigianali e commerciali. Nel 1902 fu inaugurata la stazione ferroviaria lungo la linea Siracusa–Licata, favorendo gli scambi con il resto della Sicilia.
Durante la seconda guerra mondiale, Modica subì bombardamenti aerei e, il 13 luglio 1943, fu occupata dalle truppe alleate nel corso dell’Operazione Husky, l’invasione della Sicilia da parte delle forze anglo-americane. Il territorio comunale fu attraversato dalle colonne britanniche dirette verso Ragusa e Siracusa.
Nel secondo dopoguerra la città, come molte realtà siciliane, affrontò la ricostruzione e il fenomeno dell’emigrazione verso il nord Italia e l’estero. A partire dagli anni sessanta ebbe inizio una forte espansione urbanistica verso la zona del Sacro Cuore, nota come Sorda, che divenne il nuovo polo commerciale e residenziale. Questo sviluppo, non sempre accompagnato da una pianificazione attenta, comportò modifiche profonde nell’assetto urbano, con la costruzione di edifici moderni a scapito di parte del patrimonio storico.
Il 2002 ha segnato una tappa importante per la valorizzazione culturale di Modica: il centro storico è stato incluso, insieme ad altri sette comuni del Val di Noto, nella lista dei Patrimoni dell’umanità dell’UNESCO per il suo patrimonio architettonico tardo-barocco, ricostruito dopo il terremoto del Val di Noto del 1693.
Negli ultimi decenni la città ha conosciuto un rilancio turistico grazie alla promozione del suo patrimonio artistico, culturale e gastronomico (in particolare il cioccolato di Modica). Allo stesso tempo, ha consolidato il ruolo di polo amministrativo e di servizi per la parte orientale del Libero consorzio comunale di Ragusa, del quale fa parte dal 2015, mantenendo strutture scolastiche, sanitarie e giudiziarie di riferimento per l’area.

#### Gonfalone

Il gonfalone del Comune di Modica

### Simboli

#### Bandiera
La bandiera che adotta il Comune è un vessillo partito di rosso e di blu, contenente lo stemma comunale e, sopra di esso, la dicitura in caratteri dorati COMUNE DI MODICA.

## Monumenti e luoghi d'interesse

### Architetture religiose

#### Duomo di San Giorgio (Chiesa Madre)

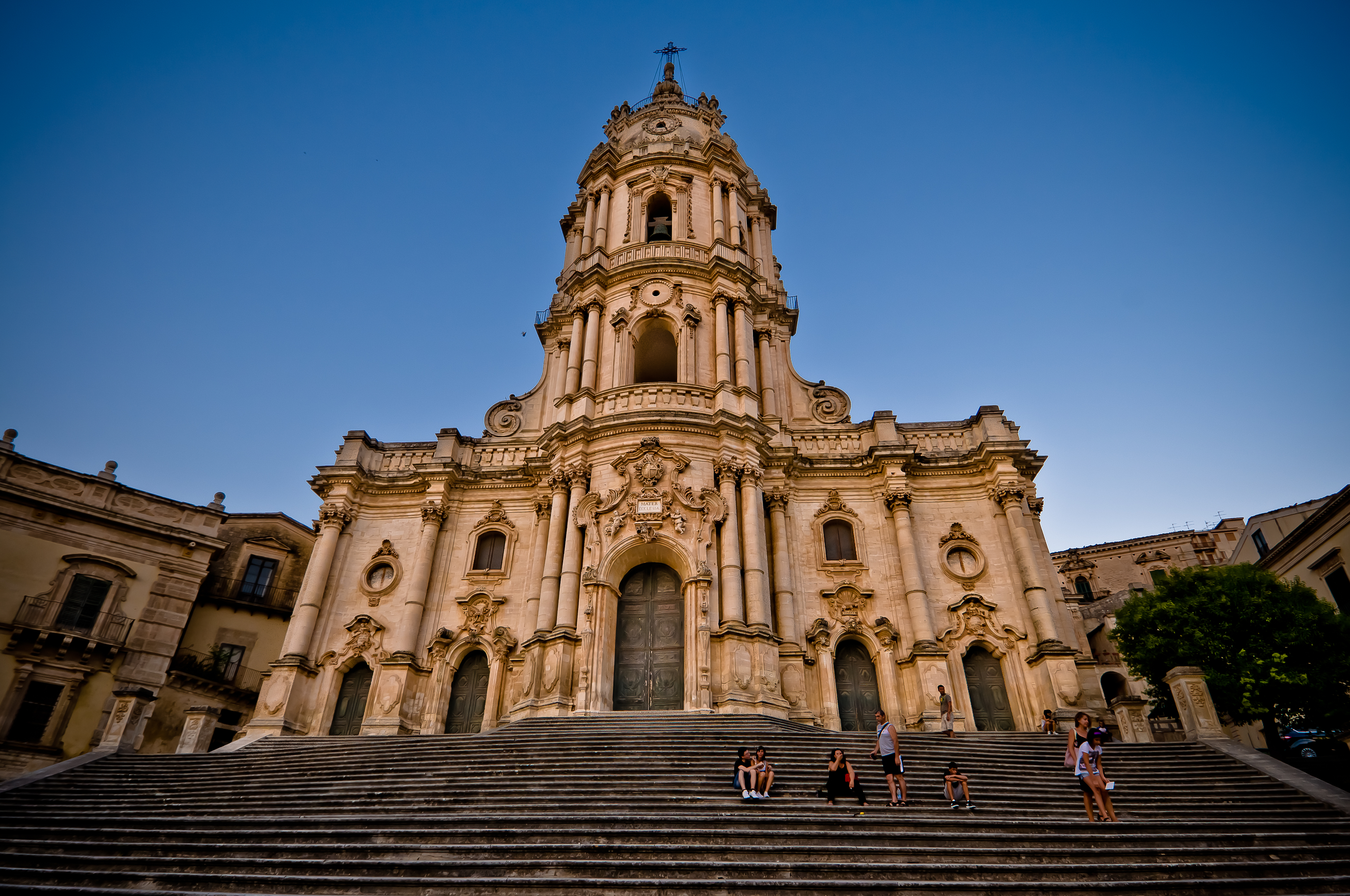
Facciata del Duomo di San Giorgio

Il Duomo di San Giorgio è considerato il principale monumento simbolo del Barocco siciliano dell’estremo sud-orientale della Sicilia ed è inserito nella lista del Patrimonio dell’umanità UNESCO insieme agli altri centri tardo-barocchi del Val di Noto. L’edificio attuale è il risultato della ricostruzione successiva ai terremoti del 1542, 1613 e soprattutto del 1693, che distrussero gran parte della città.
La facciata a torre, alta 62 metri, fu edificata a partire dal 1702 e completata nel 1842. La cupola raggiunge i 36 metri e l’accesso avviene tramite una scalinata monumentale di 164 gradini, progettata nel 1814 da Francesco Di Marco e completata nel 1818, ampliata nella parte inferiore tra il 1874 e il 1880.
L’interno, a cinque navate con 22 colonne corinzie, custodisce numerose opere d’arte, tra cui il monumentale organo ottocentesco di Casimiro Allieri, il polittico dell’altare maggiore di Bernardino Nigro (1573), la Madonna della Neve di scuola gaginiana (1511) e tele di Filippo Paladini e Cicalesius.

#### Duomo di San Pietro

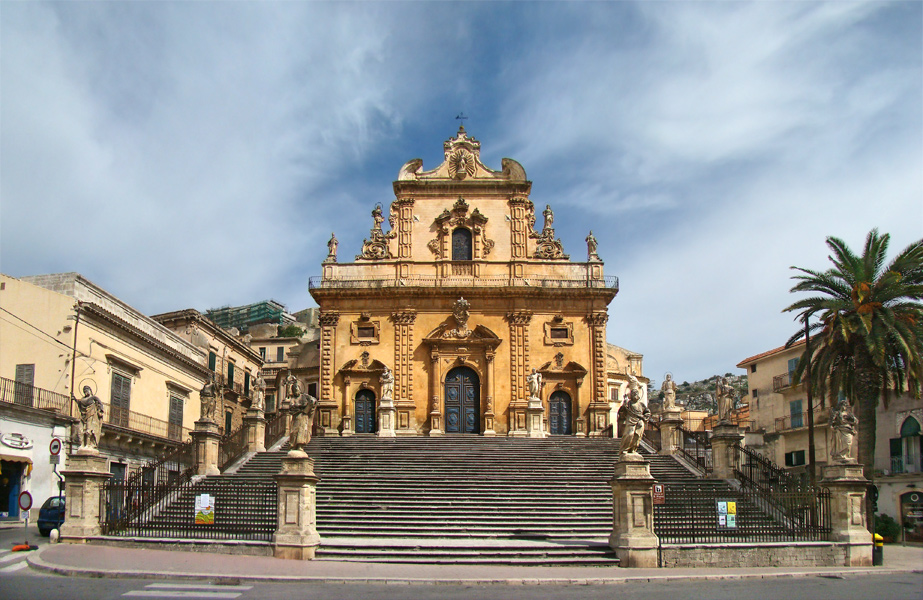
Facciata e scalinata del Duomo di San Pietro

Un documento del vescovo di Siracusa attesta l’esistenza del Duomo di San Pietro nel 1396, ma la prima edificazione è databile tra il 1301 e il 1350, secondo quanto riferito dallo storico secentesco Placido Carrafa. Elevata a collegiata con bolla di Clemente VIII il 2 gennaio 1597, fu dichiarata chiesa madre al pari del duomo di San Giorgio con decreto reale di Carlo III di Borbone del 1797, a conclusione di una secolare disputa tra i due luoghi di culto. L’edificio è incluso nella lista dei beni del Patrimonio dell’umanità dell’UNESCO e dispone di una scalinata ornata dalle statue dei dodici Apostoli.

#### Complesso di Santa Maria del Gesù

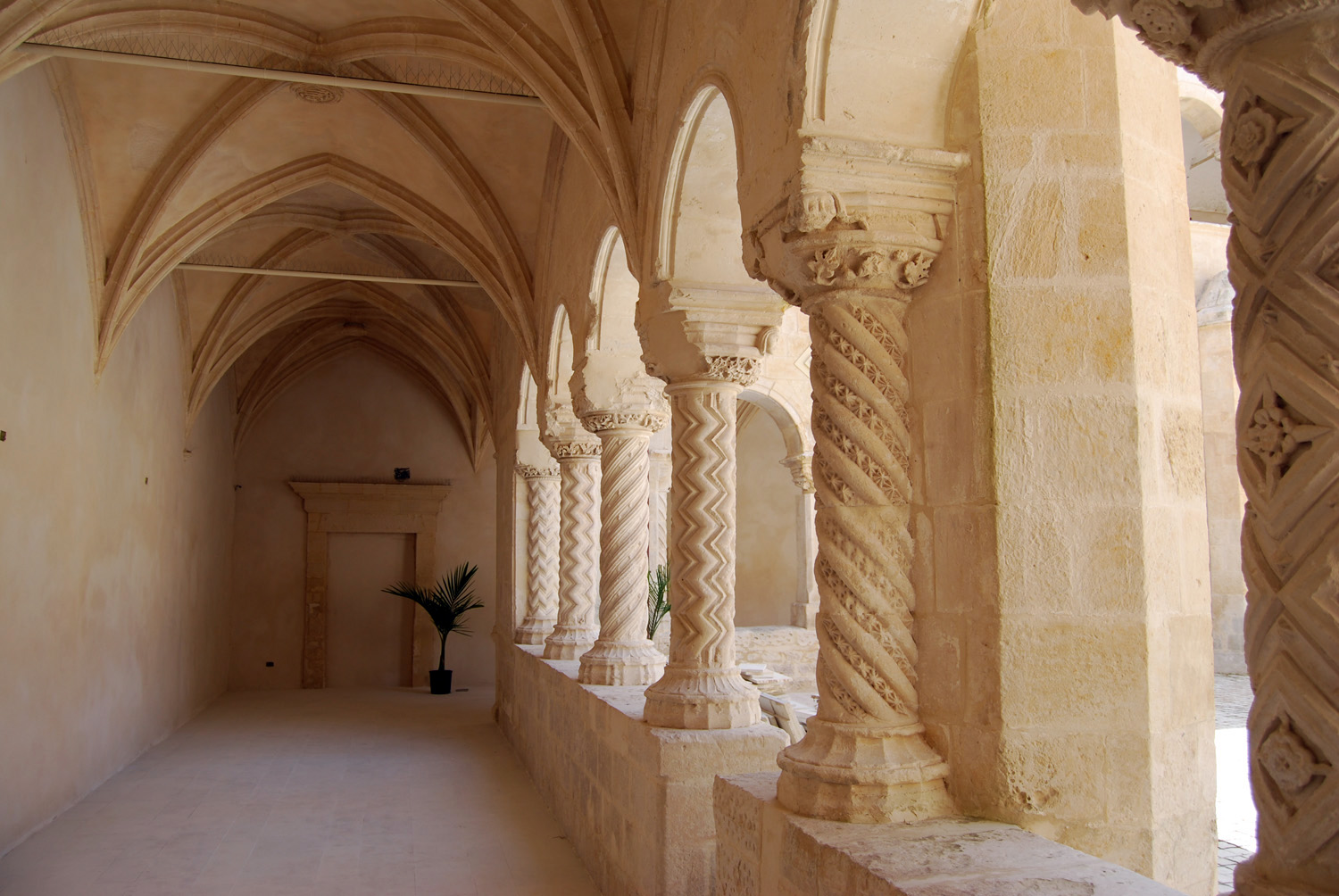
Chiostro di Santa Maria del Gesù

La chiesa di Santa Maria del Gesù (1478-1481) e l’annesso convento (1478-1520), dichiarati Monumento Nazionale, appartennero ai frati Francescani Minori Osservanti e sono tra i pochi complessi religiosi cittadini ad aver resistito ai principali terremoti della zona. La chiesa, sorta sul sito di un precedente edificio francescano documentato almeno dal 1343, conserva un chiostro a due ordini in stile tardo gotico, caratterizzato da colonnine tutte diverse tra loro. Fu edificata per volontà della contessa Giovanna Ximenes de Cabrera, che ne finanziò la costruzione in occasione delle nozze della figlia Anna con Fadrique Enríquez de Velasco, cugino del re di Spagna Ferdinando il Cattolico, celebrate nel gennaio 1481.

#### Chiesa di San Giovanni Evangelista

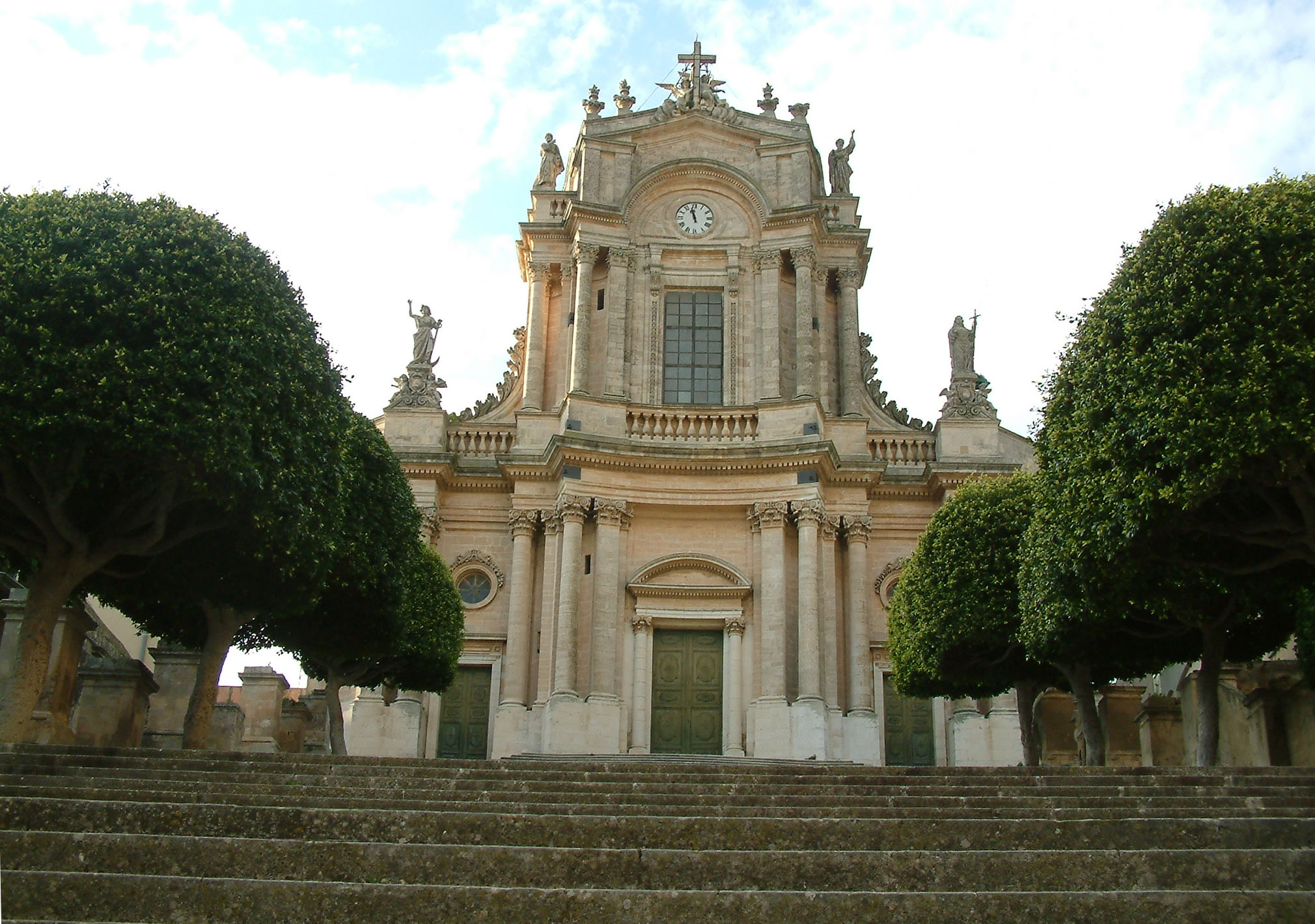
Facciata della chiesa di San Giovanni Evangelista

La chiesa di San Giovanni Evangelista presenta una facciata ricostruita a partire dal 1839 e completata tra il 1893 e il 1901. Il luogo di culto è attestato in questo sito sin dal 1150, come indicato in una bolla di Eugenio III. Un documento del marzo 1217 menziona le chiese di San Giovanni e di San Giorgio in Modica come poste sotto la giurisdizione della Chiesa di Mileto, in Calabria.

#### Palazzo della Cultura e Museo Civico (ex Monastero delle Benedettine)
L'ex Monastero delle Benedettine (XVI-XIX secolo), oggi sede del ‘’‘Palazzo della Cultura’’’, è attestato in questo sito almeno dal 1626, insieme alla chiesa delle sante Caterina e Scolastica, poi adattata a usi civili nei primi decenni del XX secolo. Dedicato a San Benedetto nel 1637, il monastero fu requisito dal governo regio nel 1860. Dal 1881 ospita, al piano terra, la Società Operaia di Mutuo Soccorso, che conserva uno dei due cortili interni e alcune colonne originarie.
Dal 2 giugno 1862 fino a settembre 2003 l’edificio fu sede dello storico tribunale di Modica, e per decenni il salone delle conferenze accolse la Corte d’assise. Nel 2003 è stato inaugurato il museo civico-archeologico, intitolato all’intellettuale modicano Franco Libero Belgiorno (1906-1971).
Durante lavori di restauro negli ambienti della Società Operaia è emerso, sotto l’intonaco di una sala, un confessionale in pietra di epoca storica, incassato nella muratura e dotato di pareti divisorie e grate metalliche.

#### Complesso di Santa Maria del Carmelo
La chiesa di Santa Maria del Carmelo, comunemente detta del Carmine (fine XIV – inizi XV secolo), è uno dei pochi edifici modicani a essere sopravvissuti ai terremoti del 1542, 1613 e 1693. Il prospetto conserva un portale trecentesco in stile tardo gotico chiaramontano, sormontato da un rosone francescano a dodici raggi; l’insieme è stato dichiarato Monumento Nazionale agli inizi del XX secolo.
Il convento annesso, edificato tra la fine del Trecento e la prima metà del Quattrocento per ospitare i frati carmelitani, comprendeva 23 celle ed è stato più volte ristrutturato e ampliato. Dopo il terremoto del 1693 subì interventi di ricostruzione; successivamente, nel 1861, fu requisito dal Regno d’Italia e adibito a caserma dei Carabinieri, con la demolizione degli orti antistanti per far posto all’attuale piazza del Carmine (oggi piazza Giacomo Matteotti). In tale occasione il prospetto fu rifatto in stile neorinascimentale-liberty.
Dopo il trasferimento dei Carabinieri all’inizio degli anni 2000, sono stati avviati lavori di restauro e consolidamento, che hanno riportato alla luce elementi medievali originari: pavimenti in acciottolato del XIV secolo, archi ogivali gotici, finestrelle in stile svevo-chiaramontano e il tracciato di una strada antica inglobata in epoca successiva nella struttura conventuale. Le scoperte sono state presentate durante la XX giornata del FAI (24–25 marzo 2012).

#### Complesso di San Domenico

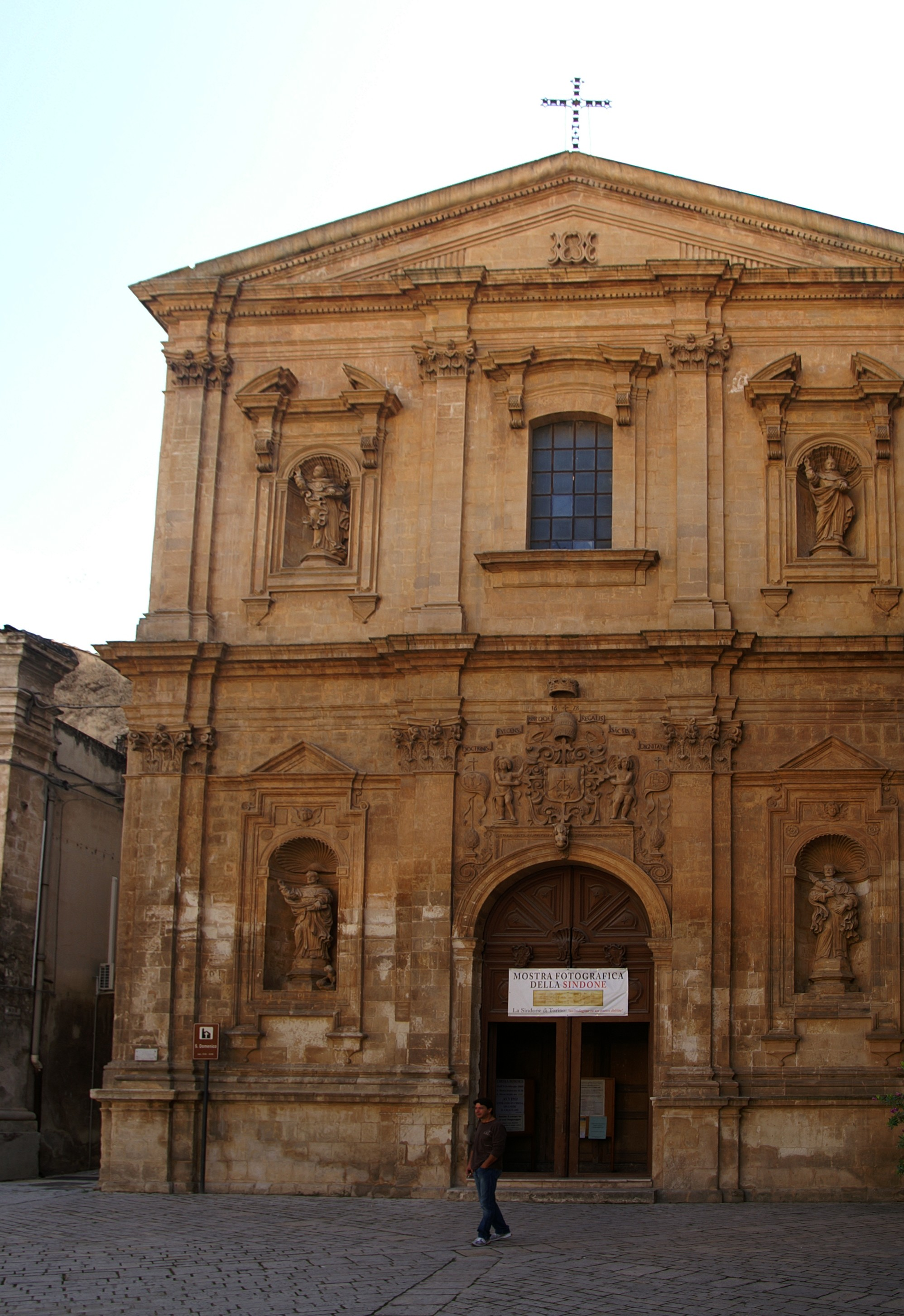
Facciata della chiesa di San Domenico

La chiesa di San Domenico, o del Rosario (1678), conserva uno dei pochi prospetti rimasti integri dopo il terremoto del 1693. La prima edificazione, con annesso convento dei Domenicani, risale al 1461 ed è la quindicesima istituzione dell’ordine in Sicilia patrocinata dalla casata Almirante di Castiglia, Enríquez-Cabrera, conti di Modica.
L’interno custodisce tele del Cinquecento e una cappella, un tempo riservata alla preghiera dei frati, decorata con pitture murali e stucchi di pregio. Dal 1869 il convento è sede del Palazzo municipale, sebbene documenti archivistici attestino che già nel 1626 vi si riunisse il consesso dei giurati cittadini.
Nell’atrio è visitabile una cripta sotterranea seicentesca, scoperta a metà Novecento da Giovanni Modica Scala, contenente resti ossei attribuiti ai frati domenicani e tracce di affreschi. In epoca storica, il convento ospitò anche il Tribunale dell’Inquisizione per la diocesi di Siracusa.

#### Chiesa di Santa Maria di Betlem e Cappella Palatina con Portale De Leva

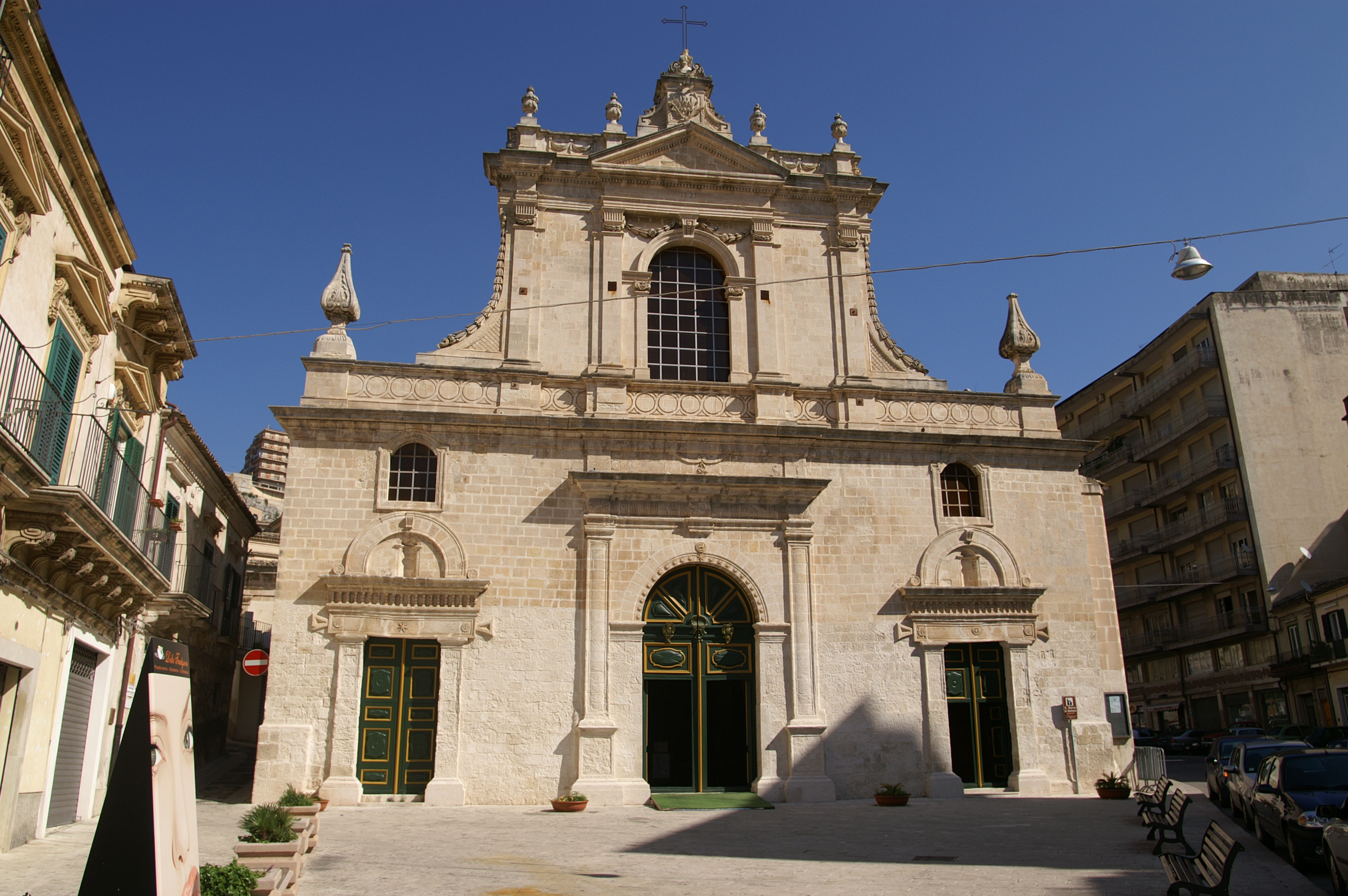
Chiesa di Santa Maria di Betlem

La chiesa di Santa Maria di Betlem, documentata dal XIV secolo, è una delle quattro antiche collegate cittadine, titolo conferitole nel 1645. All’interno è custodita la Cappella Palatina, edificata tra la fine del XV e i primi decenni del XVI secolo, dichiarata Monumento Nazionale e inserita, intorno al 1930, nell’elenco ufficiale dei beni tutelati del Regno d’Italia.
Tra gli elementi di pregio si annovera anche il Portale De Leva, risalente ai primi anni del XIV secolo e anch’esso Monumento Nazionale. Esempio dello stile gotico chiaramontano, presenta un’ampia ogiva scolpita a tre ordini con motivi geometrici a zig-zag e decorazioni fitomorfe, in particolare foglie di acanto, che richiamano i coevi portali della Cattedrale di Nicosia e della chiesa di San Francesco d’Assisi di Palermo. Originariamente appartenente a una chiesetta dedicata ai santi Filippo e Giacomo, sopravvissuta al terremoto del 1693 e successivamente trasformata in cappella privata della famiglia De Leva, fu in seguito incorporato nel loro palazzo settecentesco.
(Salvatore Minardo in Modica Antica, opera edita nel 1952.)

#### Complesso dei Cappuccini
Il complesso dei Cappuccini comprende il convento dei frati cappuccini e la chiesa della Madonna delle Grazie, entrambi edificati nel XVIII secolo e giunti in ottimo stato di conservazione. Il convento è caratterizzato da un chiostro lastricato con basole in pietra locale, con un pozzo centrale, secondo la tipologia architettonica tradizionale delle costruzioni francescane.
La chiesa, raggiungibile percorrendo un viale fiancheggiato da cipressi, conserva al suo interno due opere lignee dorate di pregio, un reliquiario e la custodia del Santissimo Sacramento.

#### Santuario della Madonna delle Grazie
Il santuario, edificato nel Seicento, sorge a Modica Bassa ed è sorto in seguito a un evento ritenuto miracoloso: il 4 maggio 1615 fu ritrovata una tavoletta di ardesia raffigurante la Madonna con il Bambino che, secondo la devozione popolare, bruciò per tre giorni senza consumarsi, suscitando la volontà della comunità di erigere un luogo di culto in quel punto . La costruzione fu affidata all’architetto siracusano Vincenzo Mirabella, del quale è conservato il mausoleo in una cappella interna.
Il prospetto attuale, frutto di una ricostruzione in stile tardo-barocco dopo il terremoto del 1693, è caratterizzato da robuste colonne doppiamente rastremate, simili a quelle della facciata del Duomo di San Giorgio. Nel 1627 la Madonna delle Grazie fu proclamata patrona principale della città, per volontà del consiglio cittadino. Il santuario è stato elevato al titolo di basilica minore nel gennaio 2015.

#### Altre architetture religiose
- Ex chiesa di San Giovanni Battista dei Cavalieri di Malta – L’edificio, documentato dal 1350, fu sede della Gran Commenda dell’Ordine di Malta fino alla soppressione del 1862. Il prospetto fu demolito nei primi anni del XX secolo per fare posto al Cinema Moderno (1926), chiuso intorno al 1980. Una croce, simbolo dell’Ordine, è ancora visibile su una parete laterale. Gli interni sono oggi adattati ad auditorium, intitolato al musicista modicano Pietro Floridia.
- Chiesa-eremo di San Giacomo extra moenia (XIII-XIV secolo, non visitabile) – Considerata la chiesa più antica della provincia, fu meta di pellegrinaggi fino ai primi decenni del Novecento. È Monumento Nazionale e conserva nell’abside una Deposizione di Cristo trecentesca di autore ignoto. All’esterno si distingue una croce “a vela”, simile a quelle dei Cavalieri di Malta.
- Chiesa di San Paolo (XVII-XVIII secolo) – Custodisce tele e statue e un pavimento in ceramica di Caltagirone.
- Chiesa di San Girolamo (XVII secolo) – Piccola chiesa di quartiere, situata in uno spiazzo tra le scalinate del centro storico.
- Chiesa del Santissimo Salvatore (XV secolo, ricostruita nel XVIII) – Ricca di stucchi e tele, tra cui un’Immacolata (1765) di Pietro Spinosa. L’altare maggiore in marmo presenta cinque medaglioni con scene bibliche. Dell’edificio originario si conservano la base del campanile, una croce in pietra e una campana del 1537.
- Chiesa di Sant’Anna (1686) ed ex convento dei francescani riformati (1613) – Ospita la Sezione di Modica dell’Archivio di Stato di Ragusa, con il fondo dell’Archivio della Contea di Modica. Il prospetto barocco dell’ex convento è coronato da un’aquila reale in pietra, simbolo della Contea.
- Chiesetta di Santa Lucia (XVIII secolo) – Inserita nel quartiere Francavilla, è circondata da case disposte sul pendio verso il belvedere del Pizzo.
- Chiesa di San Michele (XVII secolo) – Affianca la cupola del duomo di San Giorgio e ne condivide la scenografia urbana.
- Chiesa di San Giuseppe (1613) – Situata nei pressi del castello, con annesso convento gesuitico (1894). Distrutta dal terremoto del 1693, fu restaurata e riaperta nel 1894. Conserva una Natività marmorea (1511) attribuita alla scuola gaginiana.
- Chiesa dei Santi Nicolò ed Erasmo – Prospetto rifatto in stile neoclassico nell’Ottocento.
- Chiesa di Santa Teresa d’Avila ed ex monastero delle Carmelitane Scalze.
- Chiesa di San Teodoro (XVII-XVIII secolo) – Ricostruita a metà Ottocento dalla famiglia Grimaldi.
- Chiesa di Sant’Antonino (XVI secolo, ricostruita nel XVIII) – La cripta ingloba i resti della chiesa originaria.
- Chiesa di San Ciro (1856) – Piccola chiesa con tele ottocentesche e statue nella Cappella del Cristo morto e dell’Addolorata.
- Chiesa di San Martino (XVIII secolo) – Riccamente decorata in stucco; non visitabile.
- Chiesa di Sant’Andrea – Prospetto rifatto nel XVIII secolo.
- Chiesa di Santa Maria della Catena – Ricostruita nel XVIII secolo.
- Chiesa di Santa Margherita – Ricostruita nel XVIII secolo.
- Chiesa di San Francesco Saverio (Badia) – Originaria del XVI secolo, restaurata nel XVIII, con interni ricchi di stucchi; aperta nel tardo pomeriggio per la messa delle Suore Carmelitane Missionarie di Santa Teresa del Bambin Gesù.

### Architetture civili

#### Palazzo Polara

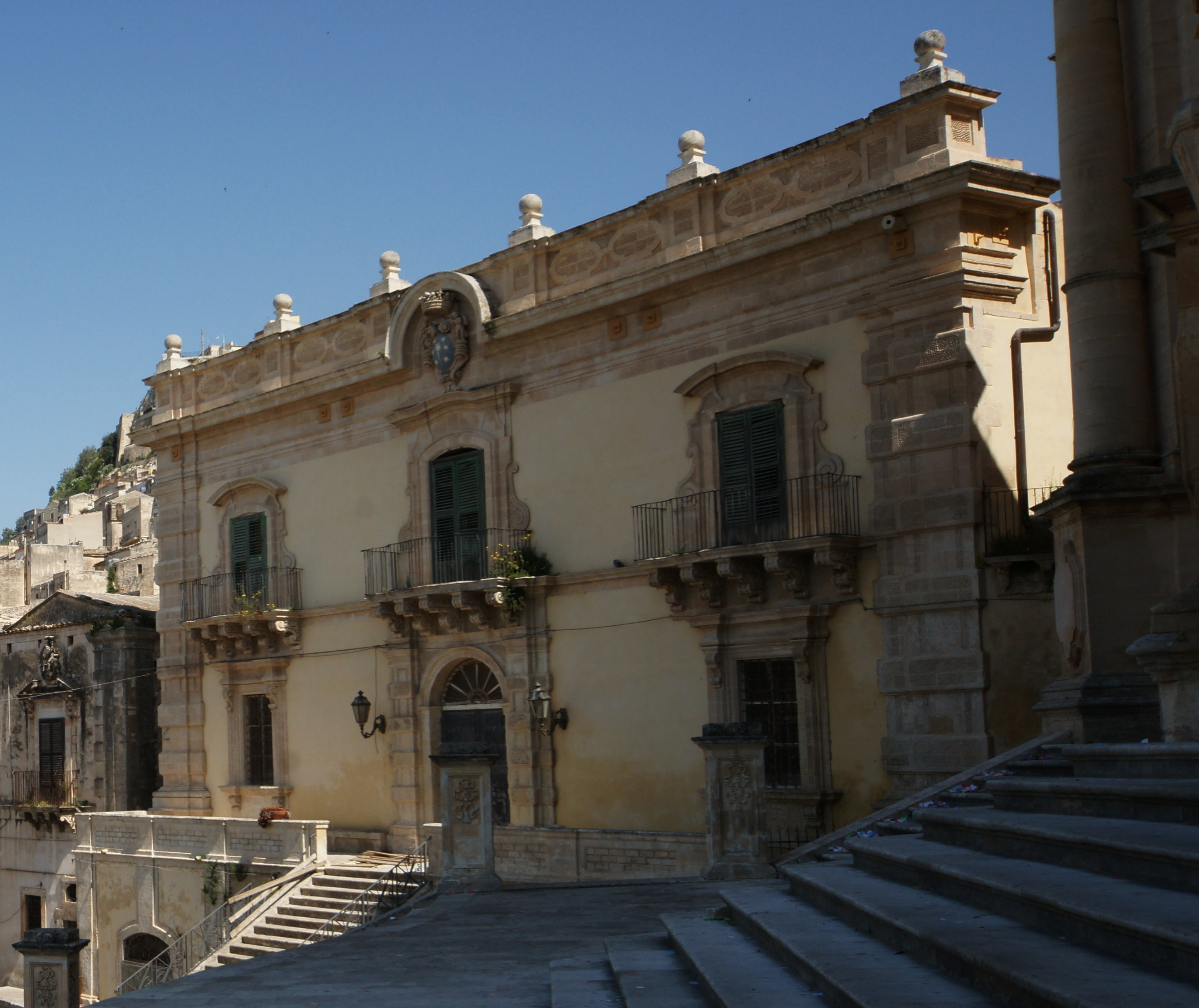
Palazzo Polara

Il Palazzo Polara, situato alla sinistra del duomo di San Giorgio, fu edificato alla fine del XVIII secolo in stile tardo barocco. Sul frontone campeggia lo stemma di famiglia con la stella polare. L’edificio è preceduto da un elegante scalone e la sua facciata, in continuità scenografica con la scalinata monumentale e il prospetto del duomo, domina la parte bassa del centro storico e le colline circostanti, offrendo un colpo d’occhio che si apre verso il belvedere di Modica Alta, noto come Pizzo.

#### Palazzo Castro Grimaldi

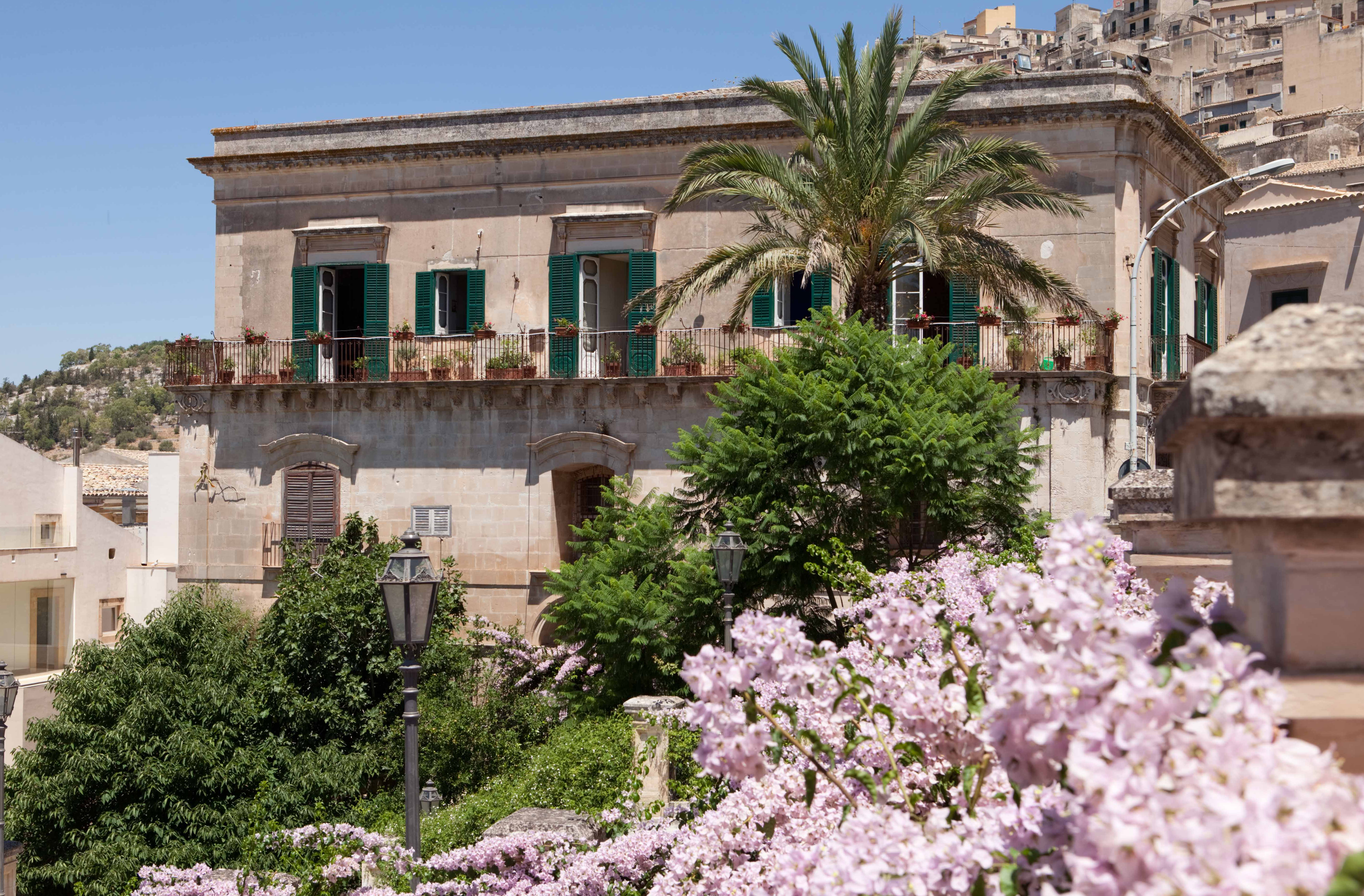
Palazzo Castro Grimaldi

Situato nel cuore di Modica Alta, il Palazzo Castro Grimaldi fu costruito tra la fine del XIX e l’inizio del XX secolo su commissione del cavaliere Francesco Castro, per risiedervi con la consorte donna Grazietta Grimaldi, benefattrice della città e discendente di un ramo dei principi Grimaldi di Monaco. L’edificio si trova a breve distanza dal duomo di San Giorgio e dai suoi terrazzi si gode un’ampia veduta sul centro storico e sui quartieri collinari di Modica.
Nel 1903 il palazzo fu oggetto di lavori di ristrutturazione, dopodiché gli ambienti interni non subirono modifiche sostanziali, conservando arredi, suppellettili, dipinti, affreschi e carta da parati originali. Le decorazioni e i dettagli d’interni, opera di artigiani siciliani dell’epoca, testimoniano il gusto e lo stile della nobiltà isolana tra la fine dell’Ottocento e i primi del Novecento.

#### Palazzo Lorefice-Napolino-Tommasi Rosso
Situato nel quartiere di Francavilla, alle spalle del duomo di San Giorgio e vicino all’ingresso del castello dei Conti, il palazzo Lorefice Napolino Tommasi Rosso è considerato una delle più significative espressioni dell’architettura civile tardo-barocca di Modica.
Edificato nella seconda metà del XVIII secolo, presenta un portale incorniciato da colonne da cui scendono tendaggi scolpiti nella pietra, emergenti dalla bocca di due leoni. Sopra il portale si apre un balcone in ferro battuto, sorretto da mensoloni decorati con mascheroni; altri due balconi simmetrici completano il prospetto. La proprietà, costruita dalla famiglia Lorefice, passò in seguito ai Napolino e infine ai Tommasi Rosso.

#### Palazzo degli Studi

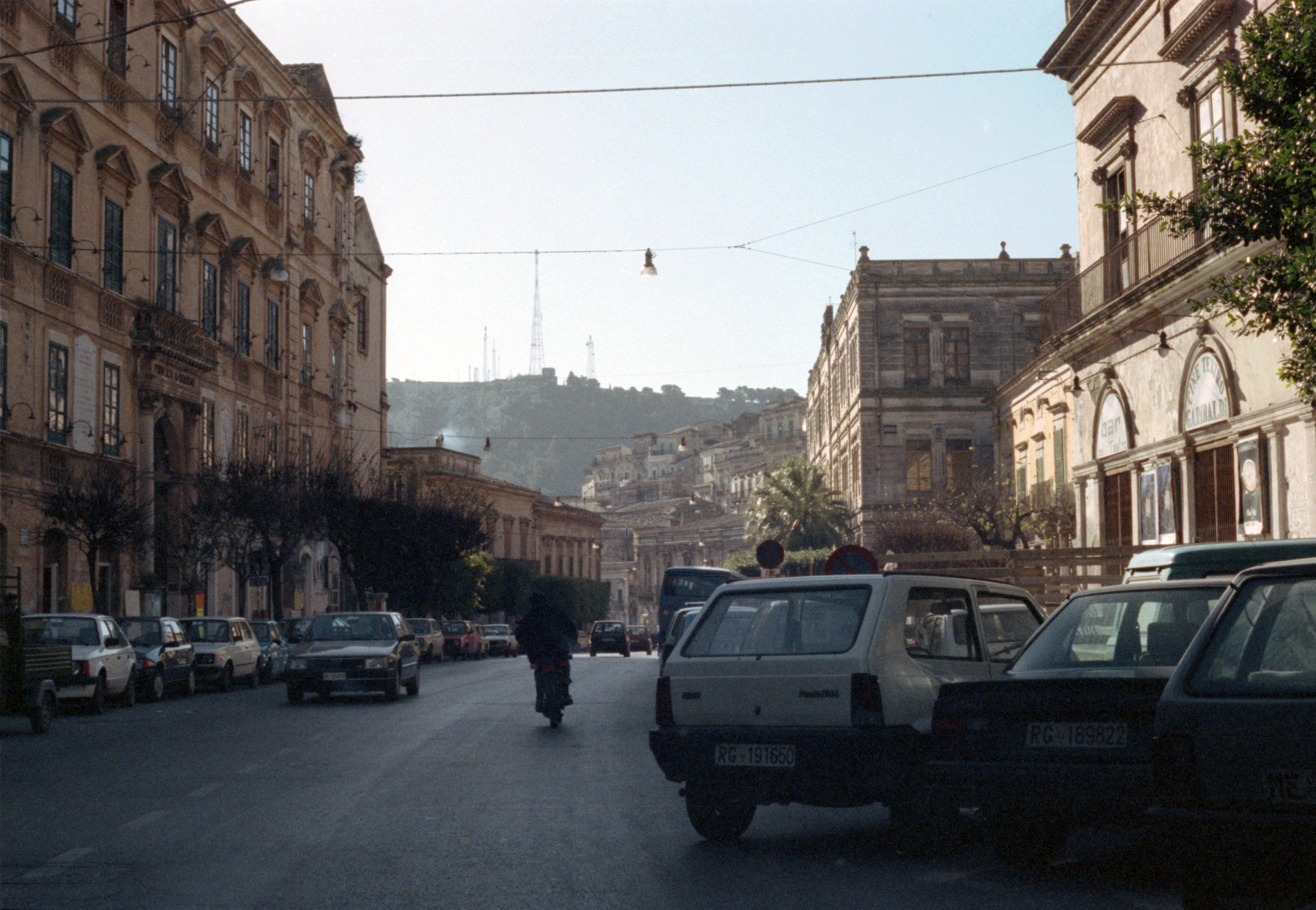
Veduta di Corso Umberto I: a sinistra, Palazzo degli studi e, a destra, il teatro Garibaldi

Il Palazzo degli Studi (1610-1630) fu costruito come convento dei Gesuiti, che lo adibirono a collegio per l’istruzione dei figli dell’aristocrazia modicana. L’edificio sorse per volontà della contessa Vittoria Colonna de Cabrera, promotrice dell’insediamento gesuitico in città, che contribuì al finanziamento insieme al Comune e ai possidenti locali, con l’obiettivo di istituire corsi di studio di livello universitario nella capitale della Contea di Modica.
Il complesso, ampliato e restaurato a partire da un palazzo donato dal nobile palermitano Alliata, era annesso alla chiesa dei Santissimi Gesù e Maria, o del Collegio (oggi Santa Maria del Soccorso), il cui prospetto barocco fu ricostruito nel 1714 su progetto di Rosario Gagliardi. Il convento resistette al terremoto del 1693, condizionando la decisione dei Gesuiti e della popolazione di non trasferire il centro abitato sugli altopiani vicini.
Il palazzo ospitò il Collegio gesuitico dal 1630, divenne sede del Ginnasio comunale nel 1862 e, dal 1866, del Regio Istituto Tecnico “Archimede”. Dal 1878 è sede del Liceo classico Tommaso Campailla, intitolato allo scienziato e filosofo modicano.

#### Teatro Giuseppe Garibaldi

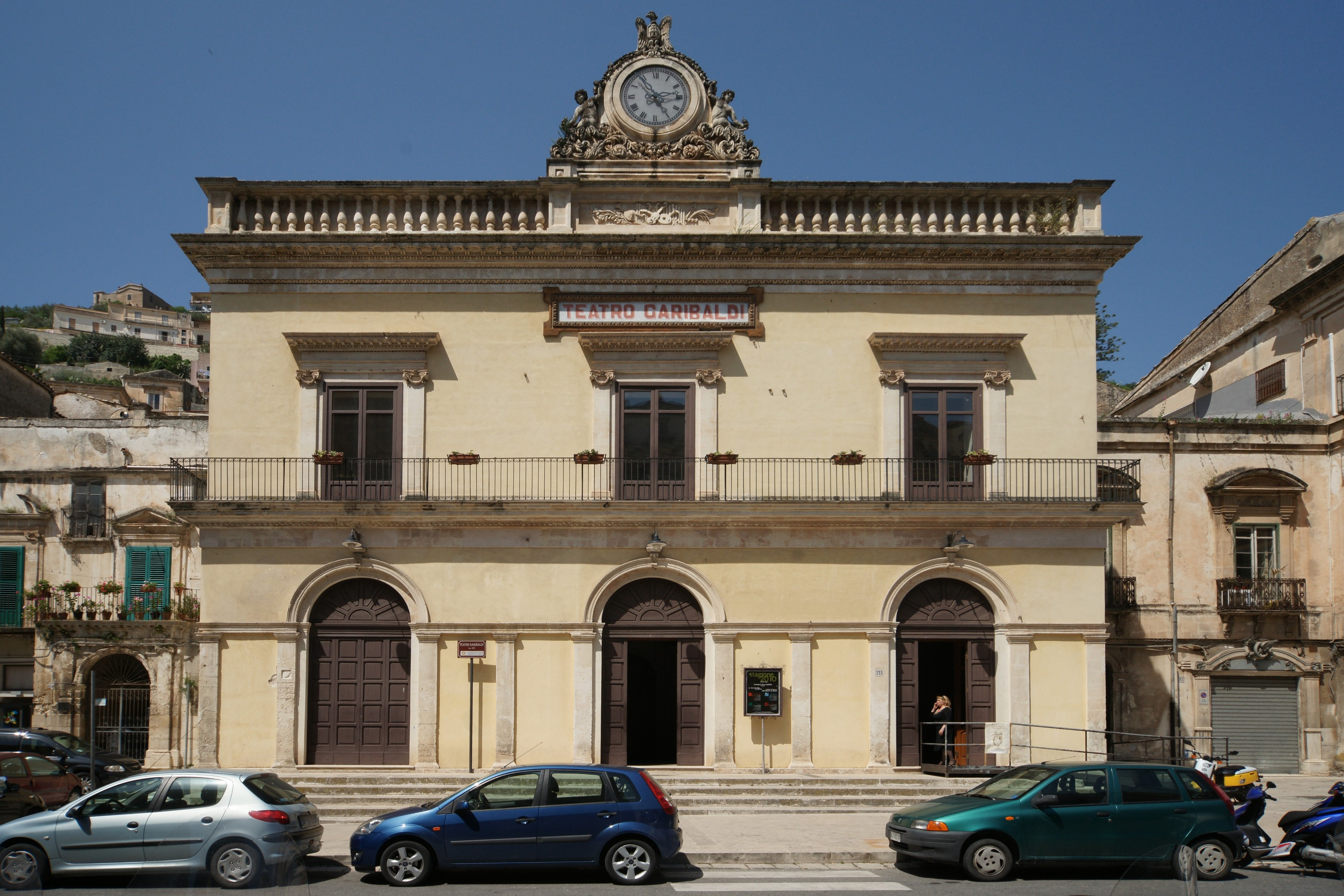
Teatro Garibaldi

Il Teatro Garibaldi fu costruito tra il 1815 e il 1820 accorpando un magazzino e la casa di un aristocratico, con il nome di Real Teatro Ferdinandeo in onore del sovrano dell’epoca. L’edificio originario disponeva di due ordini di 24 palchi e di una platea.
Nel 1844 l’ingegnere Salvatore Riga progettò un ampliamento che prevedeva il raddoppio della platea, l’aggiunta di un terzo ordine di palchi e del loggione, ispirandosi ai teatri lirici all’italiana delle principali città siciliane. I lavori, eseguiti tra il 1852 e il 1857 sotto la direzione dell’architetto Salvatore Toscano, portarono all’attuale assetto.
Dopo l’Unità, il teatro fu intitolato a Giuseppe Garibaldi e inaugurato nel 1857 con La Traviata di Giuseppe Verdi. La facciata, in stile liberty o neoclassico, è caratterizzata da due piani sormontati da una balaustra con pannello scultoreo raffigurante strumenti musicali; sopra di esso, sorretto da due figure maschili, si trova un orologio coronato dall’aquila, simbolo della Contea di Modica.
Dopo interventi di restauro e messa in sicurezza, il teatro è stato riaperto definitivamente nel 2004. Nel dicembre 2016 sono stati avviati i lavori per il recupero del golfo mistico in vista della programmazione di spettacoli d’opera.

#### Palazzo Grimaldi
Il Palazzo Grimaldi, edificato tra il XVIII e il XIX secolo, sorge lungo il corso principale di Modica, a poche decine di metri dal Duomo di San Pietro. È affiancato dal portale della chiesetta di San Cristoforo, antica cappella privata della famiglia Grimaldi.
Considerato uno dei più pregevoli esempi di architettura neorinascimentale del centro storico di Modica Bassa, il palazzo si distingue per la facciata con quattordici balconi distribuiti su due piani. Il terzo piano, aggiunto nel secondo Ottocento, fu progettato in armonia con la struttura originaria, riprendendo le mensole sotto i balconi e il partito centrale con un balcone simile a quello del secondo piano, affiancato da scudi araldici di famiglia.
Il palazzo è sede della Fondazione Giovan Pietro Grimaldi, istituita dall’omonimo fisico e già rettore dell’Università di Catania, fratello dell’agronomo Clemente Grimaldi. Nei saloni è ospitata una pinacoteca con opere di artisti dell’area iblea dalla seconda metà dell’Ottocento ai giorni nostri.

#### Casa natale di Salvatore Quasimodo

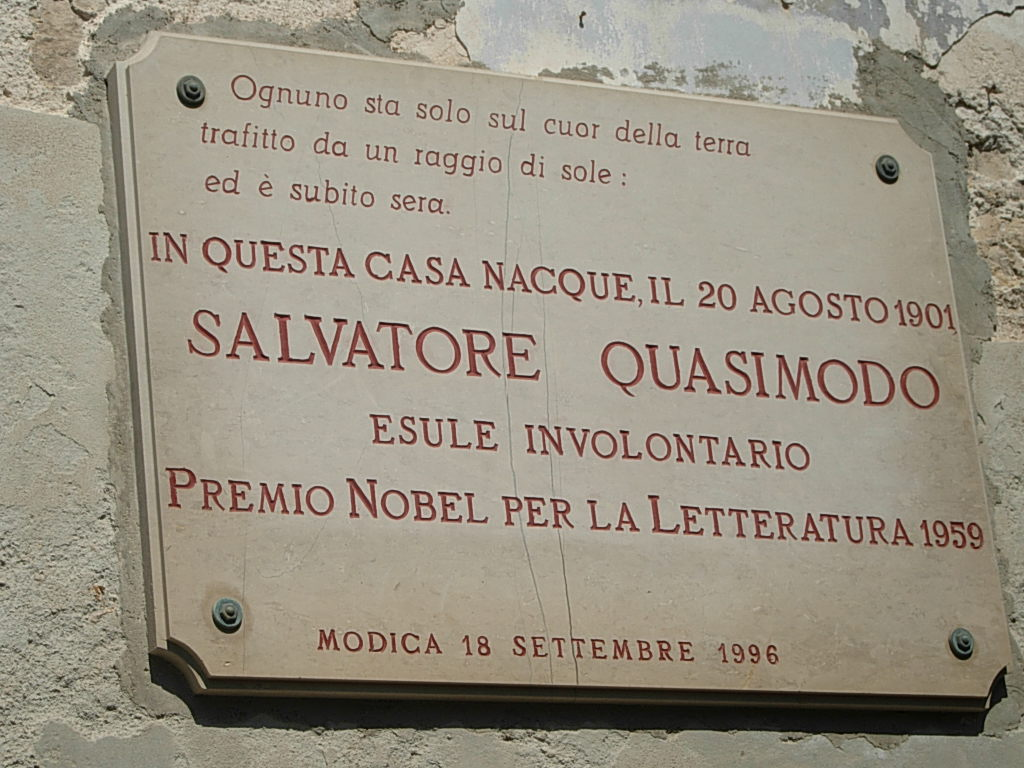
Targa di Salvatore Quasimodo, affissa sulla sua casa natale

La casa natale di Salvatore Quasimodo, situata in via Posterla, alle spalle del Duomo di San Pietro, è il luogo in cui il poeta nacque il 20 agosto 1901.
Quasimodo, insignito del Premio Nobel per la Letteratura il 10 dicembre 1959, visse in questa abitazione con la famiglia fino alla fine di settembre 1902, quando, a seguito della disastrosa alluvione che colpì Modica il 26 settembre, la madre, il fratello e lo stesso poeta si trasferirono a Roccalumera, paese d’origine della famiglia.
L’abitazione, oggi museo, conserva arredi e mobili d’epoca, tra cui un letto in ferro battuto, un inginocchiatoio, un capezzale, oltre a una macchina da scrivere Olivetti, uno scrittoio, una collezione di dischi e una libreria con volumi provenienti da uno degli studi milanesi del poeta, acquistati dalla Regione Siciliana nel 1996. Ai visitatori vengono proposte registrazioni originali della voce di Quasimodo, comprese alcune sue poesie e il discorso Il Politico ed il Poeta, letto a Stoccolma in occasione del conferimento del Nobel.

#### Altre architetture civili
- Palazzo Ascenzo (fine Settecento), di fronte al Palazzo di Città, caratterizzato da poderosi mensoloni a piede unico a sostegno dei balconi.
- Palazzo Cannizzaro (ex Manenti; Settecento), situato subito dopo il precedente salendo il Corso sul lato sinistro. Incompleto, essendo stata costruita solo la parte centrale e l’ala sinistra, presenta tre balconi in stile spagnoleggiante, dei quali i due laterali sono sorretti da cinque mensole scolpite con mascheroni, uno dei quali raffigura il primo proprietario.
- Palazzo Salemi (1631-1640), noto per i caratteristici portici (in dialetto: Ponti Pulèra), già sede del Palazzo Comunale dalla seconda metà del Seicento al 1869, con un portico a sei arcate al piano terra e una lunga balconata continua al piano superiore.
- Palazzo Papa, già Grimaldi (secoli XVII-XIX), nei pressi del Duomo di San Giorgio, lungo la strada che conduce all’ingresso del Castello.
- Palazzo Napolino/De Naro Papa (Ottocento), nella parte alta della città, di fronte alla chiesa di San Giovanni Evangelista, con elegante loggia a tre arcate sormontate da mascheroni, a sostegno di una terrazza.
- Palazzo Rubino, o Palazzo Trombadore (fine Settecento-primo Ottocento), con notevole prospetto tardo-barocco; le mensole, ornate di mascheroni e decorazioni fogliacee, testimoniano la persistenza del gusto rococò in pieno Ottocento.
- Palazzo ex convento dei Mercedari, con annesso Museo delle Arti e Tradizioni Popolari.
- Palazzo Tommasi Rosso/Tedeschi (fine XVIII secolo), lungo corso Umberto, noto per le mensole scolpite con mascheroni, putti, delfini e sirene.

### Architetture militari

#### Castello dei Conti di Modica

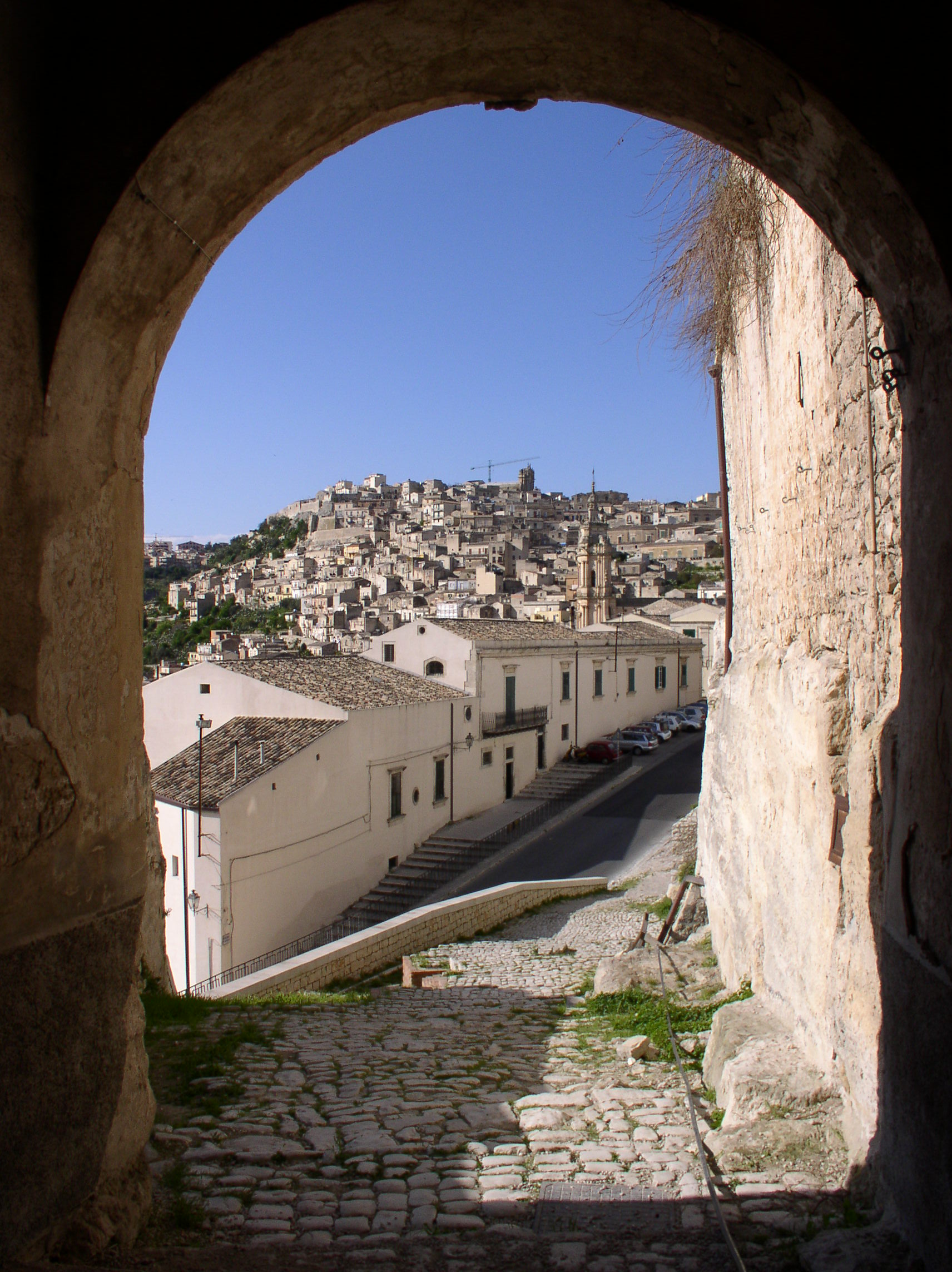
Ingresso del Castello dei Conti

In cima a una rupe, sul pianoro terminale di un promontorio roccioso a becco d’aquila, sorgeva il Castello, per secoli sede del potere politico e amministrativo della Contea di Modica. Nato come fortificazione rupestre su un preesistente complesso funerario di tipo Pantalica, subì trasformazioni in diverse epoche, dall’VIII al XIX secolo. La sua posizione strategica, con due lati su tre costituiti da pareti a strapiombo, lo rendeva difficilmente espugnabile e ne fece un elemento cardine nella difesa della città.

#### Torretta dell'Orologio

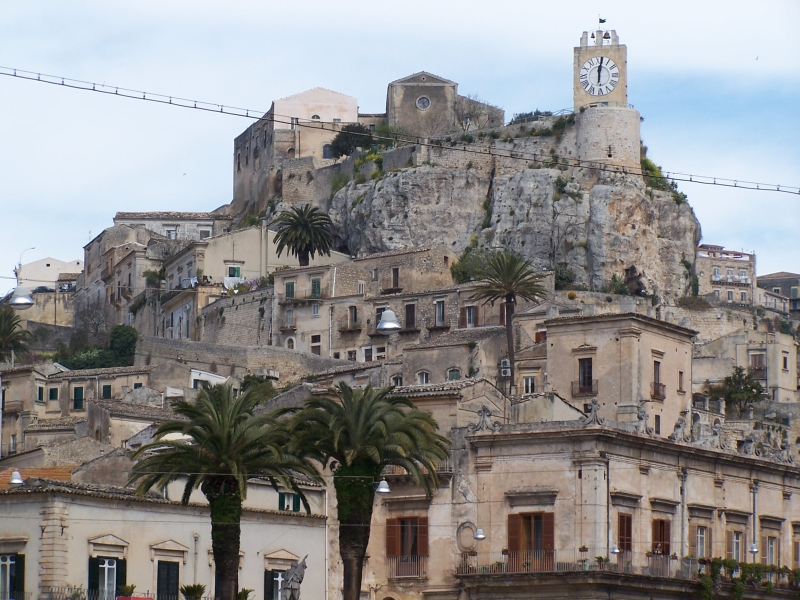
Torretta dell'Orologio del Castello

Sui resti post-terremoto (fine XVII secolo) di una torretta di avvistamento (fano) medioevale del castello dei Conti, posta a cavaliere delle mura sottostanti, è stato apposto, nel 1725, un orologio meccanico a contrappesi, ancora perfettamente funzionante, i cui complessi meccanismi vengono controllati e riavviati ogni 24 ore circa. Nel 1777 viene inviata lettera a Re Ferdinando di Borbone, in cui si chiede autorizzazione alla spesa per un primo restauro, in quanto «il primo orologio è arrivato a tale stato che rendesi affatto inservibile… perché tutte le ruote sono contorte in grado che da più tempo a questa parte or non suona, ed or trasferisce notabilmente le ore in grave pregiudizio del pubblico nella vita civile». Gli ingranaggi, che permettono il funzionamento di quest'orologio esclusivamente in modo meccanico, vengono quotidianamente curati e regolati da un tecnico del Comune. L'interno della torretta - caratterizzato grandi molle metalliche, pesi e contrappesi, grosse funi e catene - è visitabile soltanto in particolari occasioni. Dalla balaustra della torre si può godere di un suggestivo, insolito, panorama sulla parte bassa del centro storico. La torre dell'orologio - imponente testimone secolare della vita cittadina - è sempre stata considerata il "simbolo" dell'antica nobile Città di Modica e insieme alle due chiese maggiori di Modica - dichiarate "patrimonio dell'Umanità" - è il monumento più fotografato della Città.

### Siti archeologici

#### Chiesa rupestre di San Nicolò Inferiore

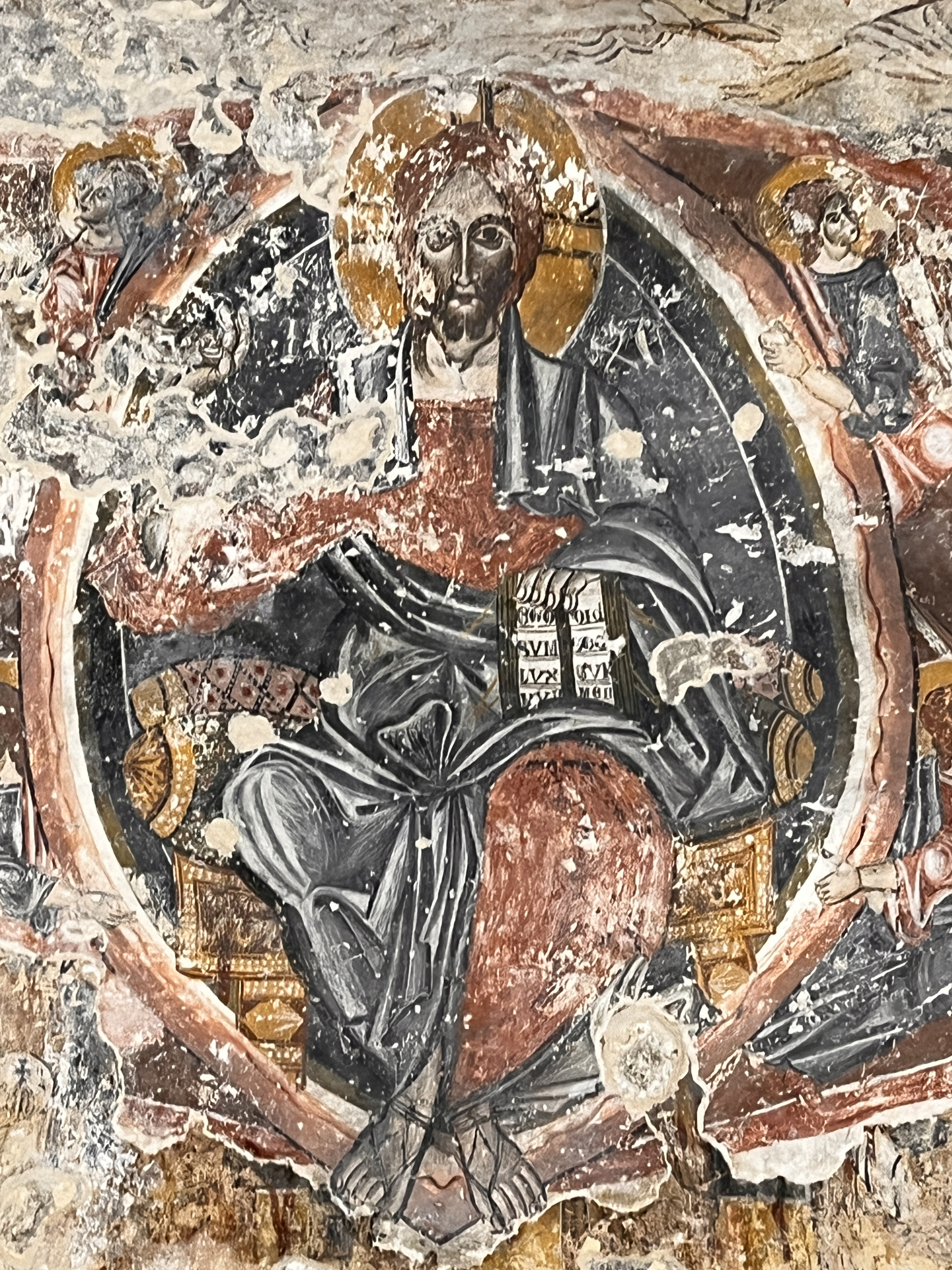
Dettaglio di affresco nel catino absidale della chiesa rupestre di San Nicolò a Modica, rappresentante il Cristo Pantocratore

La chiesa rupestre di San Nicolò Inferiore, considerata la più antica chiesa di Modica, è costituita da un unico ambiente scavato nella roccia di circa 45 m², con abside interamente rivestito di affreschi in stile bizantino. In posizione centrale campeggia un Cristo Pantocratore racchiuso in una grande mandorla e circondato da angeli, mentre sul lato destro dell’abside si trova un catino battesimale, anch’esso scavato nella roccia, destinato al battesimo secondo il rito orientale. Recenti scavi hanno riportato alla luce un complesso di cripte e tombe terragne.
La chiesa fu scoperta nel 1987 dallo studioso modicano Duccio Belgiorno all’interno di una grotta adibita a locale di sgombero e, nel 1992, fu acquisita dal Centro Studi sulla Contea di Modica. L’articolazione interna e la presenza dell’iconostasi attestano la destinazione al culto orientale, al servizio di un quartiere cittadino abitato da un piccolo nucleo di origine greca, che contribuì al processo di cristianizzazione della città e del territorio dopo la conquista normanna e la rifondazione, nel 1093, della diocesi di Siracusa.
Nel 1577 la chiesa di San Nicolò venne annessa alla vicina e più importante parrocchia di San Pietro.

#### Cava d'Ispica

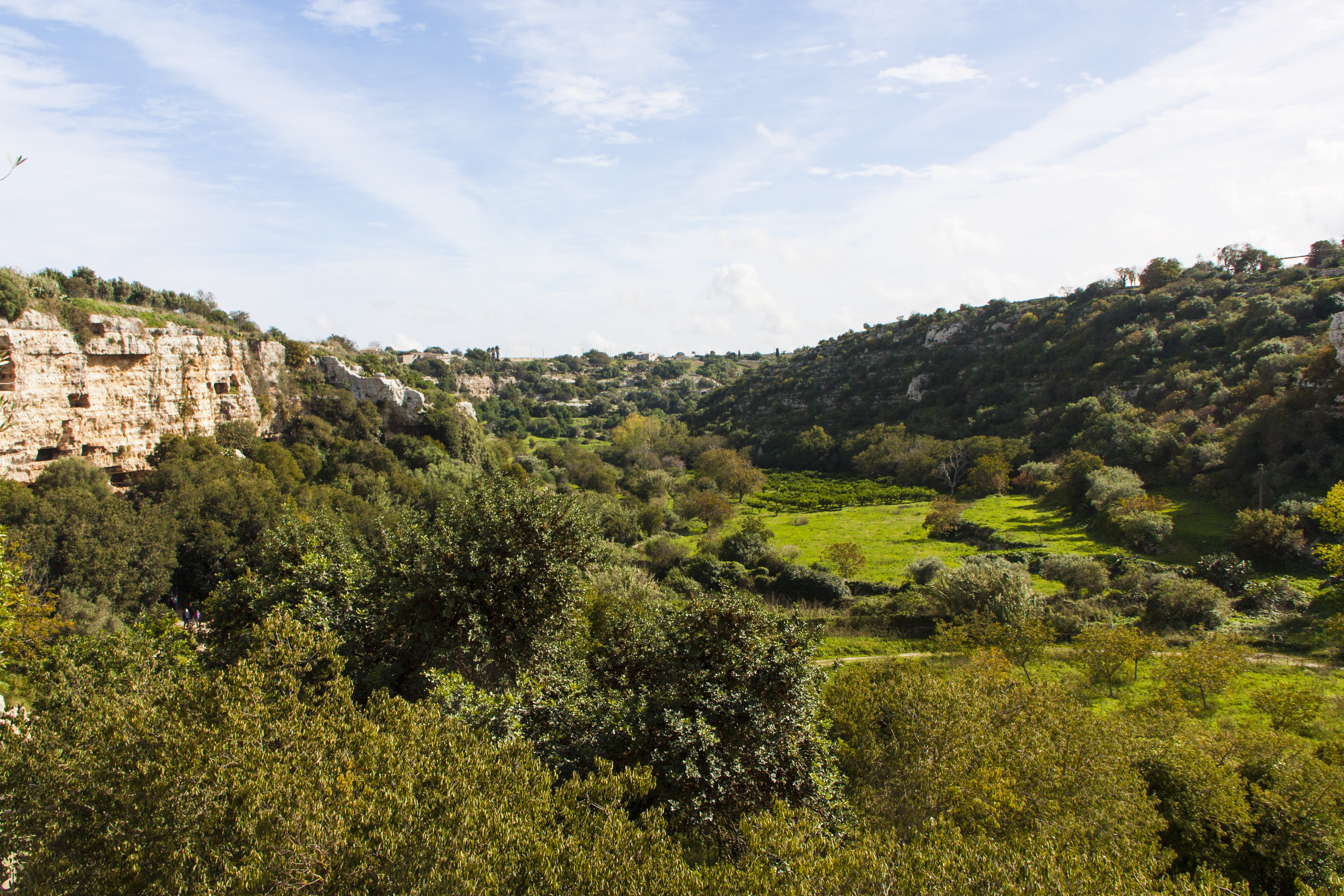
Paesaggio della Cava d'Ispica

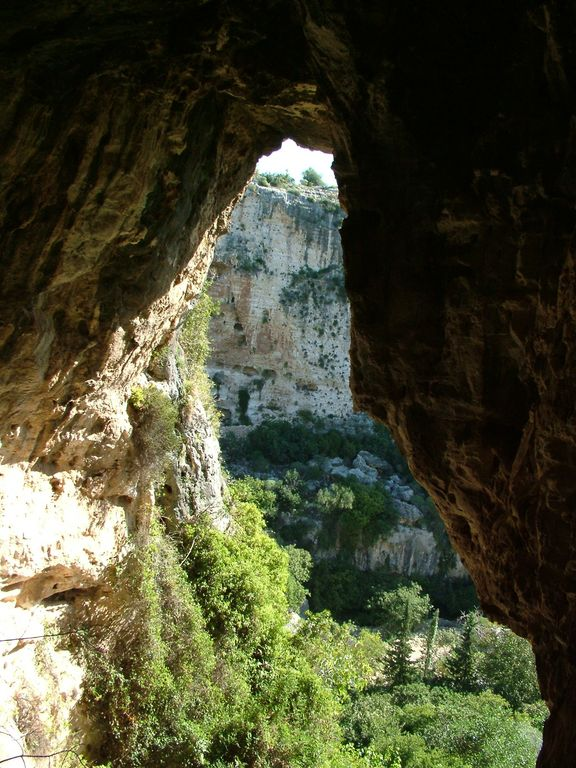
Grotta di Cava d'Ispica

Cava d’Ispica – il cui nome è anteriore a quello dell’omonima città vicina, chiamata Spaccaforno fino al 1936 – si estende per circa tredici chilometri e custodisce testimonianze di epoche diverse: dalle grotticelle sicule a forno dell’età del bronzo, alle catacombe cristiane del Basso Impero (IV-V secolo), dagli affreschi rupestri della Grotta dei Santi ai ruderi della chiesetta bizantina di San Pancrati. Tra i siti più rilevanti vi è la catacomba della Larderia, un cimitero ipogeico di circa 500 m² – il secondo per estensione in Sicilia – che raccoglie 464 tombe disposte in tre gallerie sotterranee, la principale delle quali lunga circa trenta metri.
L’insieme costituisce una vera e propria “città nella roccia”, dove accanto alle grotte destinate ad abitazione umana e per animali domestici si trovano ambienti adibiti a magazzini o a luoghi di culto, con altari e affreschi su roccia viva. Nascoste dalla vegetazione o rese inaccessibili dalla morfologia impervia, centinaia di grotte funerarie si aprono negli anfratti più scoscesi della cava.
La vallata, che in alcuni tratti raggiunge i cento metri di profondità e i cinquecento di ampiezza, presenta una vegetazione rigogliosa che ospita numerose specie di uccelli, conferendo al luogo un notevole interesse anche naturalistico. Lungo il percorso si susseguono grotte naturali e artificiali, talvolta disposte su più livelli e comunicanti mediante botole scavate nella roccia, accessibili solo con corde, passerelle o ripidi gradini.
Di particolare interesse storico-archeologico è il cosiddetto “castello sicano”, una fortezza rupestre a cinque piani interamente scavata in una parete calcarea a picco alta circa trenta metri, forse antica residenza del principe locale.

#### Cava Lazzaro

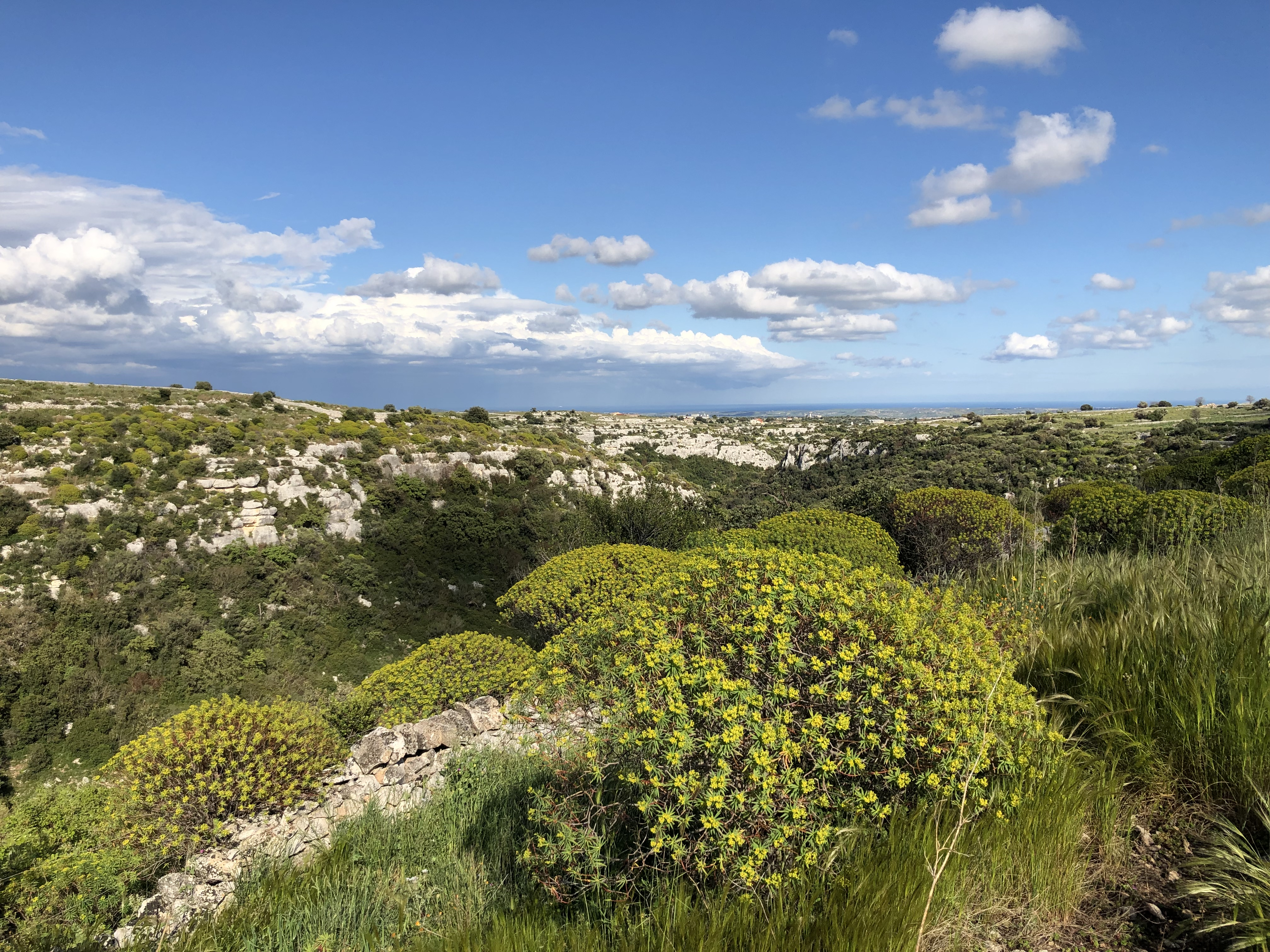
Panorama di Cava Lazzaro

La valle di Cava Lazzaro, che precede quella di Cava Ispica, costituisce una delle più importanti stazioni archeologiche del paleolitico siciliano. Vi si trovano grotte a forno e ad anticella, nonché caverne templari a uso religioso, con pilastri e colonne scavati a mano. Di particolare rilievo è la Tomba Orsi, probabilmente destinata a un personaggio di alto rango, caratterizzata da un prospetto insolitamente esteso ornato con finti pilastri recanti motivi geometrici; la denominazione è dovuta all’archeologo Paolo Orsi, che ne effettuò la scoperta.
Gli scavi hanno restituito strumenti in amigdala, vasellame della civiltà castellucciana e manufatti di culture presicule databili tra il XXII e il XV secolo a.C. (facies di Castelluccio, prima età del bronzo), oggi conservati presso il Museo Civico di Modica. Nel sito è stato rinvenuto anche un cranio neandertaliano, classificato da Luigi Pigorini e attualmente esposto al Museo nazionale preistorico etnografico Luigi Pigorini di Roma.

#### Cava dei Servi

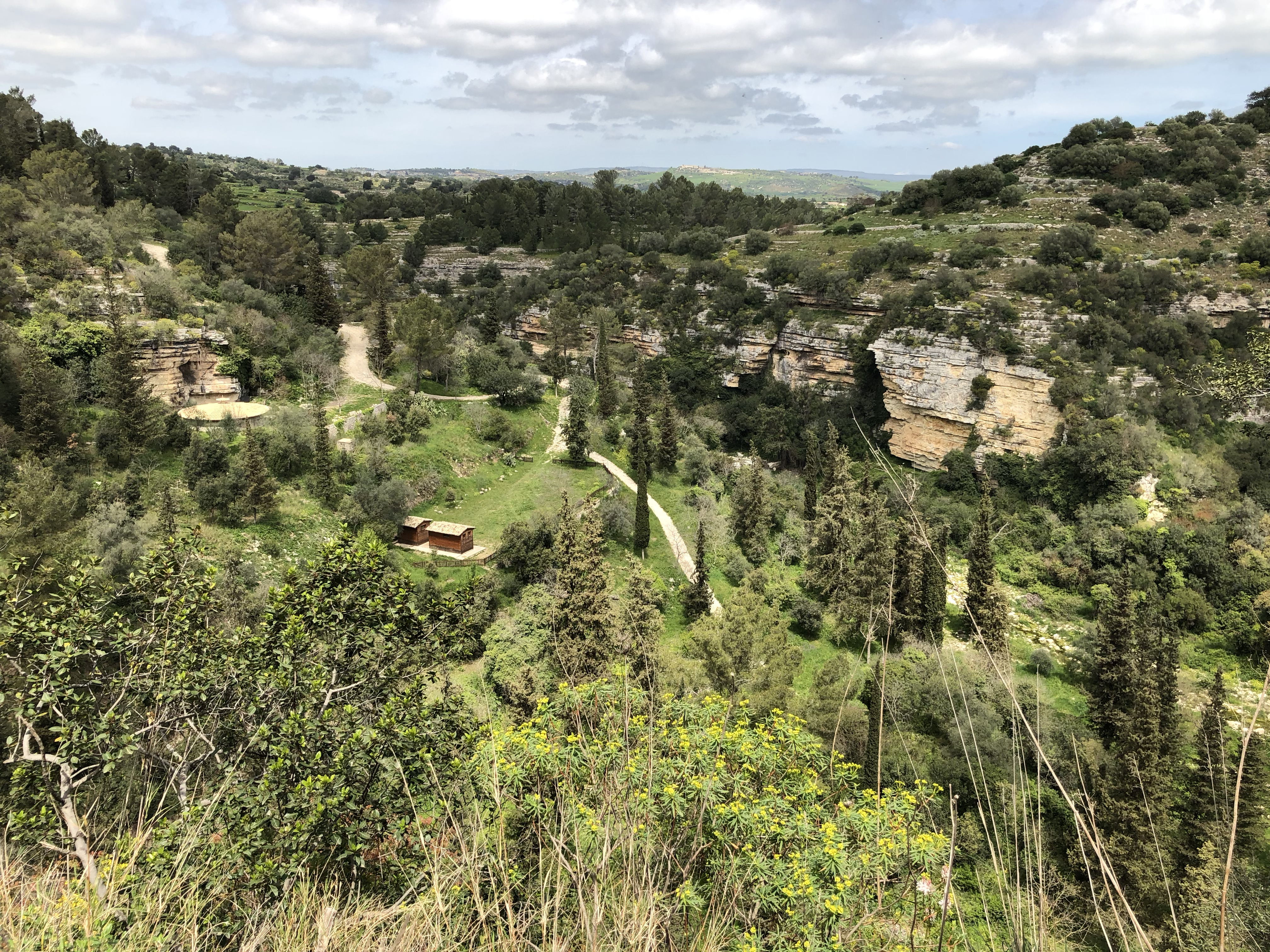
Panorama di Cava dei Servi

La Cava dei Servi alterna pareti rocciose a strapiombo, tratti pianeggianti e gole profonde percorse dal torrente Tellesimo, a regime permanente. Questa morfologia complessa e variegata, unita alla ricca vegetazione dei versanti e del fondovalle, conferisce al luogo un fascino particolare. Si incontrano boschi di lecci e querce, tratti di gariga – formazione discontinua di cespugli e arbusti dominata dal timo arbustivo, essenza aromatica prediletta dalle api per la produzione del rinomato miele di timo – e vaste aree di macchia mediterranea.
Nella parte iniziale, la cava, oggi Parco forestale, si presenta ampia e di facile accesso. Il torrente Tellesimo, affluente del Tellaro, lungo il suo corso forma il suggestivo Gorgo della Campana, laghetto circolare di profondità ignota. Il Tellesimo nasce in contrada Bellocozzo, all’interno stesso della Cava dei Servi, e dopo circa 15 km confluisce nel Tellaro, in territorio di Noto. La valle che attraversa è segnata da pareti rocciose traforate da grotte e, nella parte terminale, si restringe in un percorso tortuoso e impervio, preservando così un ecosistema integro.
La fauna include falchi, poiane, beccacce e tortore, oltre a volpi, martore, istrici e gatti selvatici. L’area fu abitata sin dalla preistoria: sul vicino Cozzo Croce si trovano necropoli dell’età del bronzo, con due dolmen costituiti da lastroni infissi a terra disposti in cerchio, tombe a grotticella e sepolture ad enchytrismòs, contenenti anfore o vasi con ceneri, secondo un uso protostorico diffuso nella Sicilia sud-orientale. Il toponimo “Cava dei Servi” deriva dalla tradizione secondo cui in passato il luogo fosse frequentato dai Servi di Dio.

## Società

### Evoluzione demografica

#### Post-Unità d'Italia
Abitanti censiti

### Etnie e minoranze straniere
La popolazione straniera ufficialmente residente a Modica al 31 dicembre 2014 era di 1 742 persone, 858 maschi, 884 femmine. Suddivisi per nazionalità di provenienza, contribuiscono maggiormente gli stranieri originari da: Marocco (444), Romania (298), Albania (249), Tunisia (189), Cina (82), Polonia (75), Ucraina (67), Bangladesh (41), Senegal (38), India (37), Venezuela (31), Germania (28), altri stati a seguire.
Modica è l'unica città in Sicilia ad avere promosso un progetto per rifugiati e richiedenti asilo politico, donne in gravidanza, sole o con minori.

### Lingue e dialetti

Distribuzione della lingua siciliana nel meridione d'Italia, 1977

Oltre alla lingua ufficiale italiana, a Modica si parla la lingua siciliana nella sua variante metafonetica sud-orientale. La ricchezza di influenze del siciliano, appartenente alla famiglia delle lingue romanze e classificato nel gruppo meridionale estremo, deriva dalla posizione geografica dell'isola, la cui centralità nel mar Mediterraneo ne ha fatto terra di conquista di numerosi popoli gravitanti nell'area mediterranea.

### Enti ed istituzioni

#### Il tribunale
Modica fu scelta nel febbraio del 1361, in quanto capoluogo dell'omonima contea, come sede di un Tribunale di Gran Corte, che aveva gli stessi poteri della Regia Gran Corte di Palermo; il re Federico IV d'Aragona conferì a Federico III Chiaramonte, Conte di Modica, la giurisdizione criminale amplissima tramite la concessione dell'esercizio del merum Imperium seu jurisdictionem criminalem. Poi, Martino I Re di Sicilia e di Spagna, con Diploma di investitura del 20 giugno 1392, concedette a Bernardo Cabrera i tre gradi di giudizio (concedimus merum et mixtum imperium, maximum medium et minimum tam civilem quam criminalem et cum appellationibus quibuscumque), corrispondenti a quelli esercitati dalle Corti di I grado e d'Assise, et cum appellationibus, cioè la giurisdizione civile e criminale propria delle Corti di Appello e della Corte di Cassazione.
La Corte d'Assise, istituita nel 1866 nella riforma giudiziaria successiva all'Unità d'Italia, fu operativa a Modica fino al 1905. Nel 1951, in seguito alla riforma dell'ordinamento relativo, fu istituita la Corte d'Assise di primo grado a Siracusa, tuttavia dal 1963 al 1969, la Corte ad anni alterni veniva convocata a Modica e Ragusa in sessione straordinaria; è rimasto solo il tribunale civile e penale di I grado, al servizio dei comuni di Modica, Scicli, Ispica e Pozzallo. Alla presenza del Tribunale è associata la storica sede della casa circondariale.
Dal 2014 viene dismessa la casa circondariale di Piano del Gesù a Modica Alta, e nel 2015 il Tribunale.

#### L'antico Ospedale della Pietà e il Museo della Medicina
Il primo Ospedale, nel senso stretto del termine, fu, nel 1600, l'Ospedale della Pietà (o di Santa Maria della Pietà), nell'edificio della Commenda Gerosolimitana accanto alla chiesa di San Giovanni Battista, dei Cavalieri di Malta, dove era appunto la loro Sacra Domus Hospitalis, ricovero per i pellegrini, sin dal 1391, come da lettera di Re Martino di Spagna e di Sicilia. Tale Ospedale restò in attività fino agli anni settanta del secolo appena trascorso, essendo assurto nel frattempo a fama nazionale come Sifilocomio Campailla. Le Botti del Campailla curarono i malati di lue celtica (sifilide) ininterrottamente dal 1698 fino all'avvento della penicillina, nel 1943. Negli ultimi decenni di attività di tale ospedale, con il metodo delle Botti del Campailla vennero curate le malattie reumatiche e nevralgiche.
All'interno dell'ex Sifilocomio si conservano ancora le botti del Campailla nella loro originaria collocazione di fine Seicento, ed in questo locale è stato costituito una sorta di Museo della Medicina, dove sono conservati tanti strumenti medici e chirurgici dell'Ottocento e del Novecento. Un'altra porzione di tale Museo si trova nei bassi dello stesso Palazzo Campailla, dove si conserva un prezioso Tavolo Anatomico (Settecento) su cui si esercitavano nelle dissezioni gli allievi della Scuola Medica Modicana (secoli XVII-XIX), famosa in tutta la Sicilia, e che ebbe fra i suoi figli più illustri il fondatore Diego Matarazzo (1642-1702), poi lo stesso Tommaso Campailla, il clinico Gaspare Cannata (1718-1771, docente in medicina pratica all'Università di Palermo), per finire con Giovanni Michele Gallo (1729-1786) e con Pietro Polara (1768-1837), nominato nel 1827 Presidente della Commissione Centrale di vaccinazione di Palermo.

#### L'Ospedale Maggiore
Nel 1774 fu fondato a Modica Alta l'Ospedale degli Onesti, nei locali conventuali attigui alla chiesa di San Martino. Nel 1910, dalla fusione dell'Ospedale degli Onesti con due Opere Pie presenti in città, la denominazione cambiò in Ospedale Maggiore, struttura sanitaria prima Circoscrizionale (serviva il territorio dell'attuale intera provincia), successivamente comprensoriale, al servizio di una vasta utenza, proveniente, oltre che da Modica, anche da Scicli, Pozzallo, Ispica, e dai limitrofi comuni del siracusano Rosolini, Pachino e Portopalo.
La riforma regionale della rete ospedaliera ha previsto per l'Ospedale Maggiore di Modica: Cardiologia 12 posti letto ordinari + 2 in day hospital; Unità coronarica 4 posti letto; Chirurgia generale 16 + 2; Geriatria 18 + 2; Medicina 22 + 2; Nefrologia 16 + 2; Urologia 2 posti letto in day hospital; Oculistica 4 in day hospital; Ortopedia 16 + 2; Ostetricia e Ginecologia 12 + 2; Otorinolaringoiatria 3 in day hospital; Pediatria 7 + 1; Terapia intensiva 6 posti letto ordinari; Dialisi 12; Malattie infettive 12 + 2. Previsti, altresì, i servizi di Cardiologia, Laboratorio analisi, Farmacia, Medicina trasfusionale ed il Pronto soccorso. Il 20 settembre 2010 è stato aperto il reparto "Hospice", con 10 posti per malati terminali.
Dal 7 maggio 2022, l'Ospedale Maggiore di Modica è stato intitolato a "Nino Baglieri", un tetraplegico modicano che trasformò la sua sofferenza in un intenso cammino di fede, diventando simbolo di resilienza e speranza cristiana.

### Gli studi
Modica, che dal XV secolo circa fino agli anni trenta del XX era la quarta città della Sicilia per numero di abitanti e importanza politica, è stata economicamente e culturalmente vivace, anche grazie alla presenza di enti d'istruzione ecclesiastici e laici che l'hanno resa un notevole centro di studi.
I Carmelitani e i Domenicani vi stabilirono degli studia nel XIV e nel XV secolo. Già nel 1549 a Modica esisteva una scuola pubblica, il cui insegnante veniva pagato dal Comune con 4 once annue. Nel 1550 i Francescani Minori Osservanti, presenti a Modica dal 1343, insegnavano filosofia, teologia, latino e lettere umane, nel loro amplissimum studium philosophiae, presso il Convento di Santa Maria del Gesù, completato per la munificenza dei conti Anna e Federico Enriquez Cabrera. I Gesuiti vi fondarono nel 1630, su iniziativa della contessa Vittoria Colonna de Cabrera (che donò 12 000 ducati d'oro, da sommarsi ai 10 000 deliberati dal Consiglio cittadino) uno di quegli importanti collegi pubblici per cui furono giustamente famosi. Il Collegio Gesuitico concedeva Lauree. in Teologia, in Materie Umanistiche (Filosofia, Retorica, Umane lettere) e Arti Liberali (Fisica, Matematica) fino al 1767. 
Da una delibera inviata nel 1832 alla Commissione di Pubblica Istruzione di Palermo, in cui si chiedeva che si autorizzasse la riapertura delle cattedre di Leggi e di Medicina, abolite (con disposizione del 1775) nei Collegi per doversi studiare nelle Università, si deduce che fino al 1767 il Reale Collegio Gesuitico di Modica concesse anche i Diplomi di esercizio in tutte le professioni libere, di Avvocati, Medici, Notari, ecc. che divenivano esecutivi col visto del Governatore della Contea.
Dal 1812 al 1860 i Gesuiti tornarono ad insegnare le discipline che si studiano nelle scuole secondarie superiori (diritto, zoologia, arti, scienze e lettere). L'Istituto Tecnico "Archimede" fu, nel 1866, una delle prime scuole secondarie superiori statali ad essere fondate in Sicilia, fra i primi cinque nel Regno d'Italia nel suo genere. Nel 1889, l'"Archimede" di Modica era l'unico Istituto Tecnico dell'intera provincia di Siracusa ed è l'istituzione scolastica con il più alto numero di iscritti dell'intera Provincia di Ragusa.
Pochi anni dopo, nel 1875, il Ginnasio comunale circondariale (corrispondente alla Scuola media inferiore per i primi tre anni, poi al biennio del Liceo Classico), attivo, per decreto di stato prodittatoriale, fin dal 1862, fu trasformato in "Liceo Ginnasio" Comunale, divenuto infine nel 1878 "Regio Liceo Ginnasio" intitolato a Tommaso Campailla.
Il liceo classico "Tommaso Campailla" fu tra i primi venti licei italiani nati subito dopo l'Unità d'Italia, ed al rilevamento del 1889 contava più iscritti del Liceo Gargallo di Siracusa, fondato posteriormente.

### Tradizioni e folclore

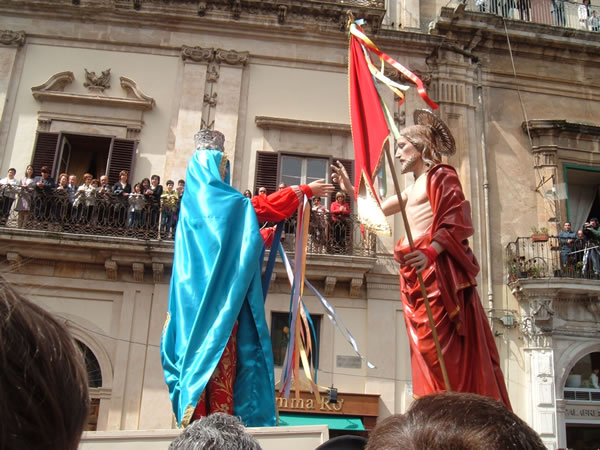
La Madonna Vasa-Vasa incontra suo Figlio risorto

- Madonna Vasa-Vasa: si svolge la mattina di Pasqua e, dal 2016, anche in edizione serale. Le sue origini risalgono almeno al 1645.[37] La processione rappresenta l’incontro tra la Madonna e il Cristo Risorto, reso unico a Modica dal simulacro della Vergine: una statua lignea mossa come un burattino dell’opera dei pupi siciliani, capace di muovere le braccia, benedire e chinarsi a baciare il petto del Figlio. A mezzogiorno, tra ali di folla festante, spari di mortaretti e scampanio, la Madonna, non appena “scorge” in lontananza Gesù Risorto, viene liberata dal mantello nero del lutto, rivelando un vestito celeste. Nello stesso istante, dal basamento del simulacro si alzano in volo numerose colombe bianche, simbolo di gioia pasquale e di rinnovata speranza.

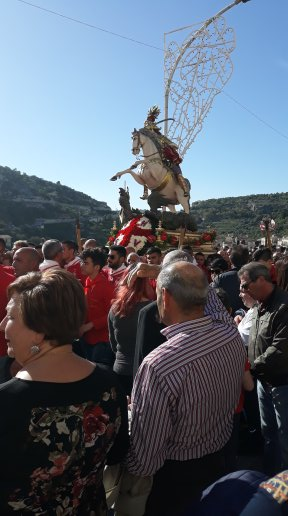
Il simulacro di San Giorgio in mezzo alla folla festante

- Festa di San Giorgio: si celebra il 23 aprile se cade di domenica, altrimenti la prima domenica successiva (nel 2011, eccezionalmente, l’8 maggio). Il protagonista è il simulacro del Santo Cavaliere che uccide il drago, portato a spalla lungo le vie del centro storico tra grande partecipazione popolare. La festa culmina a tarda sera, quando il simulacro rientra nel Duomo di San Giorgio accompagnato da spettacolari fuochi d’artificio.
- Eurochocolate - ChocoBarocco - ChocoModica: manifestazione dedicata al cioccolato modicano, che unisce degustazioni, tour guidati, mostre e convegni. L’evento, divenuto uno degli appuntamenti più attesi, celebra il tipico cioccolato a lavorazione “a freddo” insieme ad altre eccellenze dolciarie locali, offrendo al pubblico l’occasione di scoprire le tradizioni gastronomiche della città.
- Settimana Quasimodiana: dal 1996, ogni anno, in occasione dell’anniversario della nascita (20 agosto) del poeta e premio Nobel Salvatore Quasimodo, Modica ospita spettacoli, conferenze e letture pubbliche. A supporto delle iniziative opera il Parco Letterario Salvatore Quasimodo[38], che ha sedi anche a Roccalumera, paese d’origine della famiglia, e a Messina, città dove il poeta trascorse gli anni della formazione e degli studi.

## Cultura

### Musei
- Museo civico archeologico "Franco Libero Belgiorno";[39]
- Pinacoteca di Palazzo Grimaldi;[40]
- Museo Ornitologico Faunistico di Palazzo dei Mercedari;[41]
- Muse neolitico;[42]
- Museo del cioccolato;[43]
- Museo della Medicina “Sifilicomio Campailla";[44]
- Museo del Mulino ad Acqua e Casa del Mugnaio[45]
- Museo Ibleo delle Arti e Tradizioni Popolari "S. Guastella";[46]
- Museo Internazionale della Pipa Amorelli;[47]
- Museo di Santa Maria di Betlem;[48]
- Museo della Memoria: Sicilia, 1943;[49]
- Museo Etnografico;[50]
- Casa-museo di Tommaso Campailla;[51]
- Casa-museo di Salvatore Quasimodo.[52]

## Geografia antropica

### Urbanistica
Come altri centri del Val di Noto, Modica presenta un impianto urbano modellato dalla morfologia del territorio e da secoli di antropizzazione. Nel centro storico molte abitazioni sono ricavate dall’ampliamento di antiche grotte, abitate fin dall’età preistorica: ne sono state censite circa 700, comprese quelle inglobate in edifici successivi. In pieno centro si trova la necropoli del Quartiriccio, nel quartiere Vignazza, con tombe a forno scavate nella roccia e databili al 2200 a.C.
Il tessuto urbano si sviluppa lungo i fianchi delle due vallate e sui pianori delle colline, con un reticolo di vicoli, case e scalinate che richiama l’impianto medievale e si concentra intorno allo sperone del Pizzo, sede del castello. Le chiese sono generalmente collocate su scenografiche scalinate adattate al pendio, piuttosto che su piazze pianeggianti.

### Suddivisioni amministrative
Il centro abitato è tradizionalmente suddiviso in due nuclei storici: Modica Alta, sviluppatasi intorno al Castello dei Conti, e Modica Bassa, sorta lungo il tracciato dei torrenti oggi coperti. A partire dagli anni sessanta del XX secolo si è aggiunto il quartiere residenziale del Sacro Cuore, comunemente denominato ‘‘Sorda’’. Il toponimo deriva da un’osteria presente nella zona quando questa era ancora in aperta campagna, a circa 3 km dal centro cittadino, gestita da una donna affetta da sordità. L’espressione dialettale «andare dalla sorda» passò a indicare l’area, divenuta successivamente il moderno quartiere.

#### Quartieri

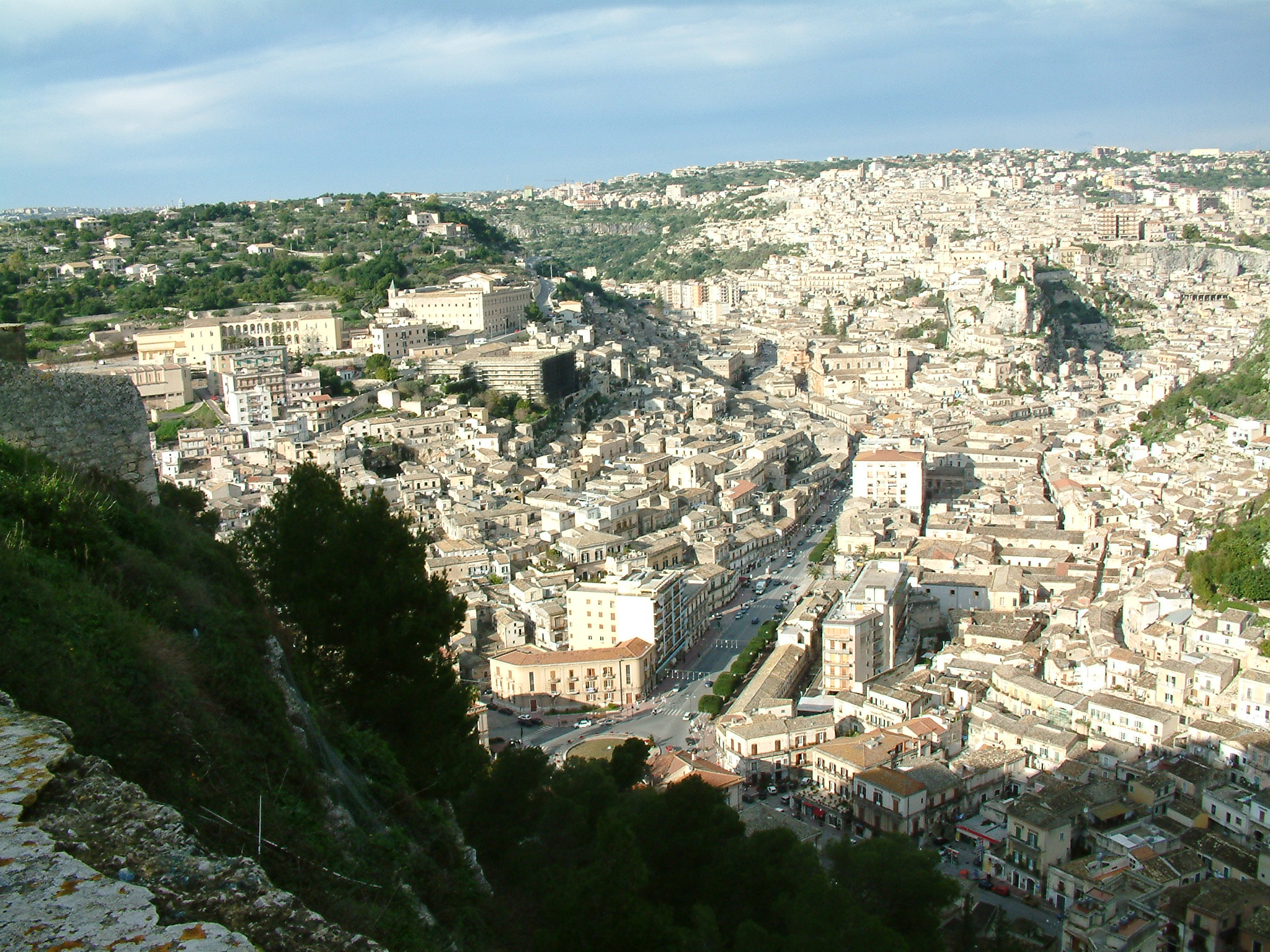
Panorama di Modica

- Piano Gesù o Carcere
- Consolo
- San Giovanni (storico)
- Santa Teresa o Pianta (storico)
- Castello (storico)
- San Giorgio (storico)
- Francavilla o Costa (storico)
- Porta d’Anselmo (storico)
- Vignazza o Malvaxia (storico)
- Sant’Andrea
- Santa Maria
- Fontana
- Casale (storico)
- Corpo di Terra (storico)
- Cartellone (storico)
- San Francesco alla Cava
- Santissimo Salvatore (storico)
- Sant’Anna
- Cappuccini
- Dente (quartiere orientale)
- Idria
- Madonna delle Grazie
- Fiumara
- Tirella
- Serrameta
- San Giuliano
- Caitina
- Treppiedi
- Rocciola
- Sacro Cuore
- Michelica
- Sant’Elena
- Trebbalate
- Pietre Nere
- Serrapero

#### Frazioni e contrade

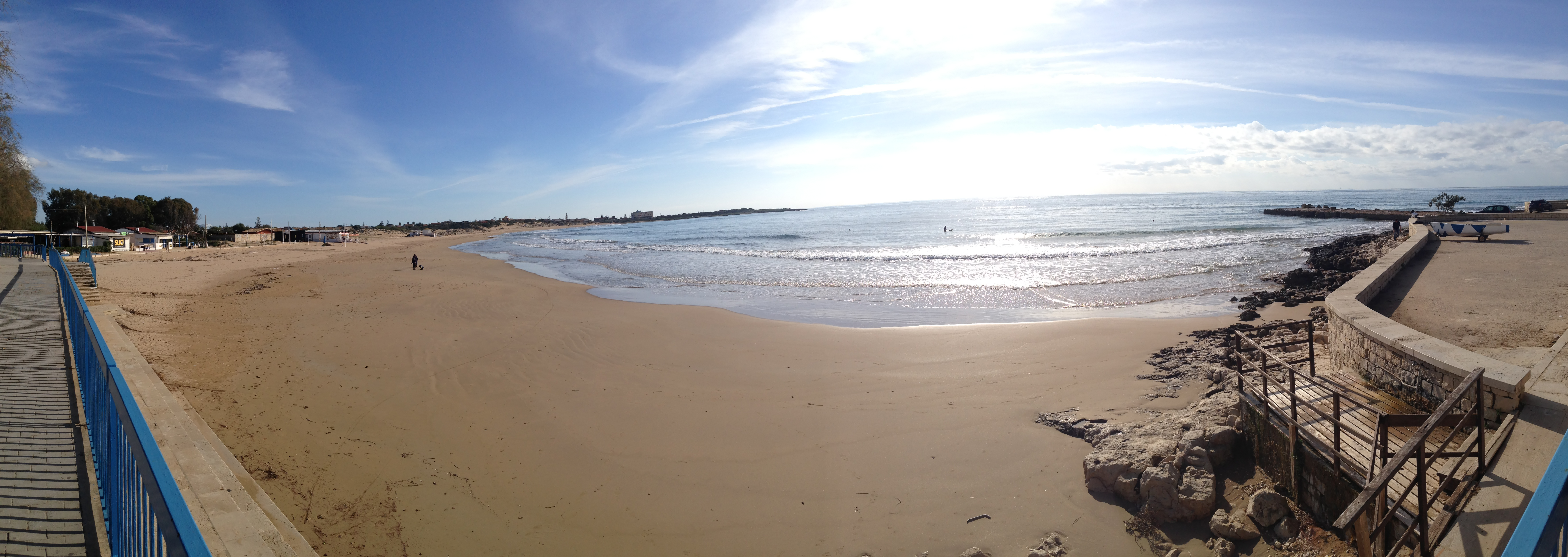
Spiaggia di Marina di Modica

- Balata di Modica – frazione rurale situata lungo la strada fra Frigintini e San Giacomo.
- Cava Ispica – contrada rurale e sito archeologico, a metà strada tra Modica e Rosolini.
- Frigintini – frazione rurale dell’altopiano, a 11 km dal centro storico, con circa 5 000 abitanti. Fu acquisita nel 1950 dal comune di Noto.
- Maganuco – frazione e località balneare, situata tra Pozzallo e Marina di Modica.
- Marina di Modica – frazione e località balneare, a circa 20 km dal centro storico.
- Pisciotto – contrada costiera situata tra la frazione di Sampieri (Scicli) e Marina di Modica.
- Zappulla – frazione rurale posta tra Modica e Marina di Modica.

## Economia

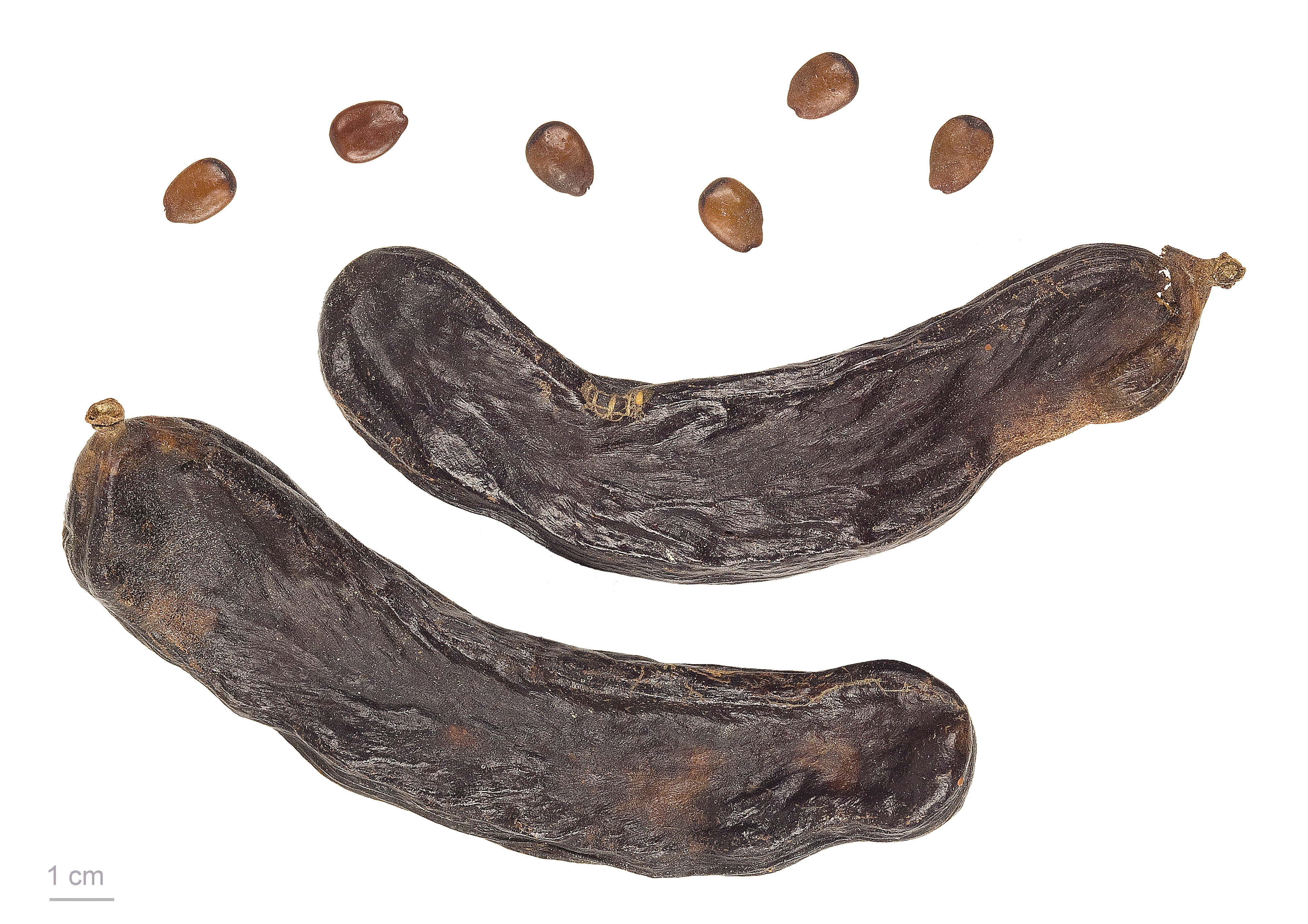
Carrubbe

### Agricoltura, zootecnia, artigianato, edilizia
L’economia di Modica si fonda storicamente sull’agricoltura, sull’artigianato e sull’edilizia, settori che hanno garantito continuità produttiva e occupazionale. Tra le colture più diffuse spiccano il carrubo, l’ulivo e il grano, ai quali si lega una fitta presenza di oleifici, mulini e mangimifici, questi ultimi connessi sia alle attività agricole che all’allevamento.
Il vasto territorio comunale comprende tre sottozone (Frigintini, Valle del Tellaro, Valle dell’Irminio) fra le otto previste per la produzione dell’olio DOP Monti Iblei. Rilevante anche la produzione di fava cottoia modicana, di miele ibleo e di mais, destinato in gran parte al ciclo locale dell’allevamento.
La zootecnia è un altro pilastro dell’economia: secondo i dati della banca dati dell’Anagrafe zootecnica nazionale, al 31 dicembre 2017 si contavano circa 22.000-23.000 capi bovini distribuiti in 570 allevamenti. La produzione è soprattutto lattifera, con prevalenza della razza frisona italiana, seguita dalla bruna italiana e dalla pezzata rossa; non mancano tuttavia allevamenti orientati alla linea vacca-vitello, mentre quelli da ingrasso risultano meno diffusi. Degno di nota è l’allevamento della razza bovina modicana, di origine millenaria africana, che alimenta una qualificata produzione lattiero-casearia di ricotta, formaggi freschi e caciocavallo. È ampiamente praticato anche l’allevamento suino.
Un settore di assoluto rilievo è quello avicolo: sorto negli anni Sessanta, costituisce oggi uno dei poli produttivi più importanti d’Italia, secondo solo a quello romagnolo per volumi e fatturato. Il comparto modicano produce circa un terzo del fabbisogno siciliano di uova (circa 800.000 al giorno da parte di un milione di galline ovaiole) e garantisce un notevole apporto anche al mercato nazionale delle carni di pollo, con oltre otto milioni di capi macellati l’anno. L’indotto impiega circa 2.000 addetti.
Accanto a ciò, ha un ruolo rilevante l’estrazione e lavorazione della pietra, in particolare della celebre pietra bianca di Modica, ampiamente utilizzata in edilizia in tutta la Sicilia. Negli ultimi quindici anni si è inoltre affermato il Polo Commerciale nella zona nuova della città, punto di riferimento per l’intera Sicilia sud-orientale, capace di attrarre acquirenti dalla provincia di Ragusa e dal settore meridionale di quella di Siracusa.
Infine, meritano menzione le produzioni artigianali tipiche: in primo luogo la cioccolata di Modica, lavorata con metodo tradizionale, che raggiunge una produzione annua di circa 20 tonnellate. La città aderisce a diverse reti nazionali di promozione gastronomica, tra cui le Città dei Sapori, le Città del Pane, le Città dell’Olio e le Città del Gelato. Completano il quadro due torrefazioni di caffè attive sul territorio.

### Razza bovina modicana
La razza bovina modicana, detta anche "a manto rosso", è considerata la più antica razza autoctona siciliana. È caratterizzata da forme armoniose, corna incurvate a lira, mantello fine e lucente, nonché da uno sguardo particolarmente vivace.
Le origini della razza sono probabilmente africane, come dimostrano le molte analogie riscontrate dagli studiosi nel DNA con bovini allevati in Egitto. La sua presenza nell’area iblea è attestata anche da una raffigurazione musiva di una vacca rossa modicana, risalente al V secolo d.C., rinvenuta nei mosaici policromi della Villa Romana del Tellaro, nelle campagne di Noto, a pochi chilometri da Modica.
Da millenni abituata al pascolo brado, la modicana è nota per la sua frugalità, la resistenza fisica e l’indole socievole. Le carni risultano molto apprezzate in tutta la Sicilia, mentre il latte, pur di eccellente qualità, ha una resa quantitativa inferiore rispetto a quella delle razze selezionate esclusivamente a fini lattiferi.
Il mantello è generalmente rosso scuro uniforme, con variazioni che vanno dal nero tipico dei tori al fromentino chiaro delle vacche. Non mancano sfumature nere, soprattutto nella parte anteriore del corpo e lungo la fascia esterna delle cosce, mentre il fiocco della coda è nero; nei maschi il colore tende a essere più scuro. La produzione media di latte è di circa 18-22 kg al giorno, con un contenuto in grasso intorno al 4%.
Il patrimonio genetico della razza è oggi conservato presso vari istituti e università italiane, che lo studiano in vista di un rilancio dell’allevamento, nelle aree climatiche più adatte come la Sicilia e, dall’ultimo secolo, anche la Sardegna. Proprio in quest’isola, nel 1870, due allevatori introdussero due tori modicani, che vennero incrociati con vacche locali, dando origine alla razza Modicano-Sarda, ibrida ma particolarmente redditizia per il favorevole rapporto tra resa economica e costi di allevamento.

### Il cioccolato modicano

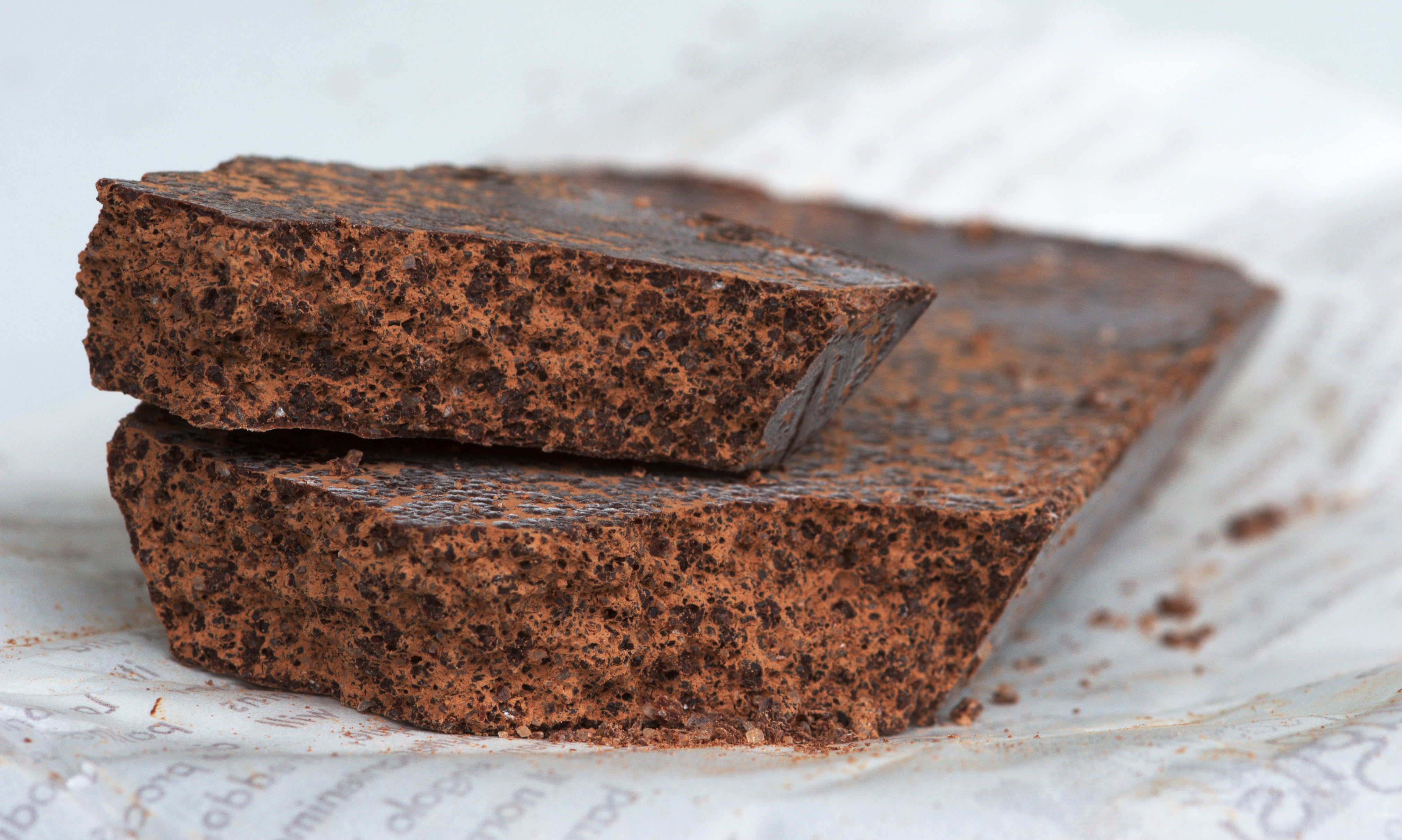
Il cioccolato di Modica, prodotto con tecniche di lavorazione simili a quelle dell'antico xocoātl azteco

Tipica produzione della città è la famosa ciucculatta, realizzata secondo un’antica tecnica di derivazione azteca, giunta a Modica attraverso la tradizione spagnola. La lavorazione, rigorosamente artigianale e a bassa temperatura, impedisce la perdita o l’alterazione delle componenti organolettiche del cacao: la pasta non si fonde con lo zucchero, dando origine a una cioccolata fondente a grana grossa, senza aggiunta di grassi vegetali e resistente al calore estivo. Caratteristica peculiare è la possibilità di distinguere al gusto i tre ingredienti essenziali – cacao, zucchero e spezie (tradizionalmente cannella o vaniglia).
A celebrare l’originalità di questa produzione fu anche Leonardo Sciascia, che la paragonò al cioccolato spagnolo di Alicante, definendola «di inarrivabile sapore», un vero e proprio archetipo rispetto al quale ogni altro cioccolato appariva come «adulterazione» o «corruzione».
Nel 2018 il cioccolato di Modica ha ottenuto dall’Unione europea il riconoscimento di Indicazione geografica protetta (IGP), consacrandone definitivamente la fama internazionale.

### Turismo
Il turismo a Modica è in forte crescita, favorito anche dall’inserimento di alcuni dei suoi più importanti monumenti tardo-barocchi nella Lista del Patrimonio dell’Umanità da parte dell’UNESCO. La città è stata descritta dalla rivista Dove come un’«oasi colta e felice che seduce a prima vista» grazie alla ricchezza delle architetture, alle decorazioni allegoriche di balconi e facciate e all’originalità dell’impianto urbanistico.
La frazione balneare di Marina di Modica ha ottenuto nel 2015 il riconoscimento di due vele nella Guida Blu di Legambiente e del Touring Club Italiano.
Un contributo decisivo al cosiddetto turismo culturale è giunto, oltre che dal riconoscimento UNESCO e dalla notorietà internazionale del cioccolato di Modica, dal fatto che la città è stata scelta come set della serie televisiva Il commissario Montalbano, tratta dai romanzi di Andrea Camilleri e interpretata da Luca Zingaretti. La visibilità garantita dalla fiction ha determinato un forte incremento dei flussi turistici.
A ciò si aggiunge il successo di Eurochocolate, che a Modica assume il nome di Chocobarocco e che, incentrata sulle produzioni artigianali del cioccolato, ha stabilmente inserito la città nei circuiti del turismo enogastronomico.
Il boom di interesse culturale ed enogastronomico, unito alla valorizzazione del patrimonio architettonico, ha determinato anche una significativa crescita della domanda immobiliare, con l’acquisto di residenze e masserie da parte di famiglie e gruppi provenienti da varie regioni italiane (Toscana, Campania, Lazio, Lombardia) e da Paesi esteri, in particolare Regno Unito, Francia, Scandinavia e Russia.
A Marina di Modica è inoltre attiva un’aviosuperficie, a disposizione degli appassionati di volo turistico.

## Infrastrutture e trasporti

### Strade

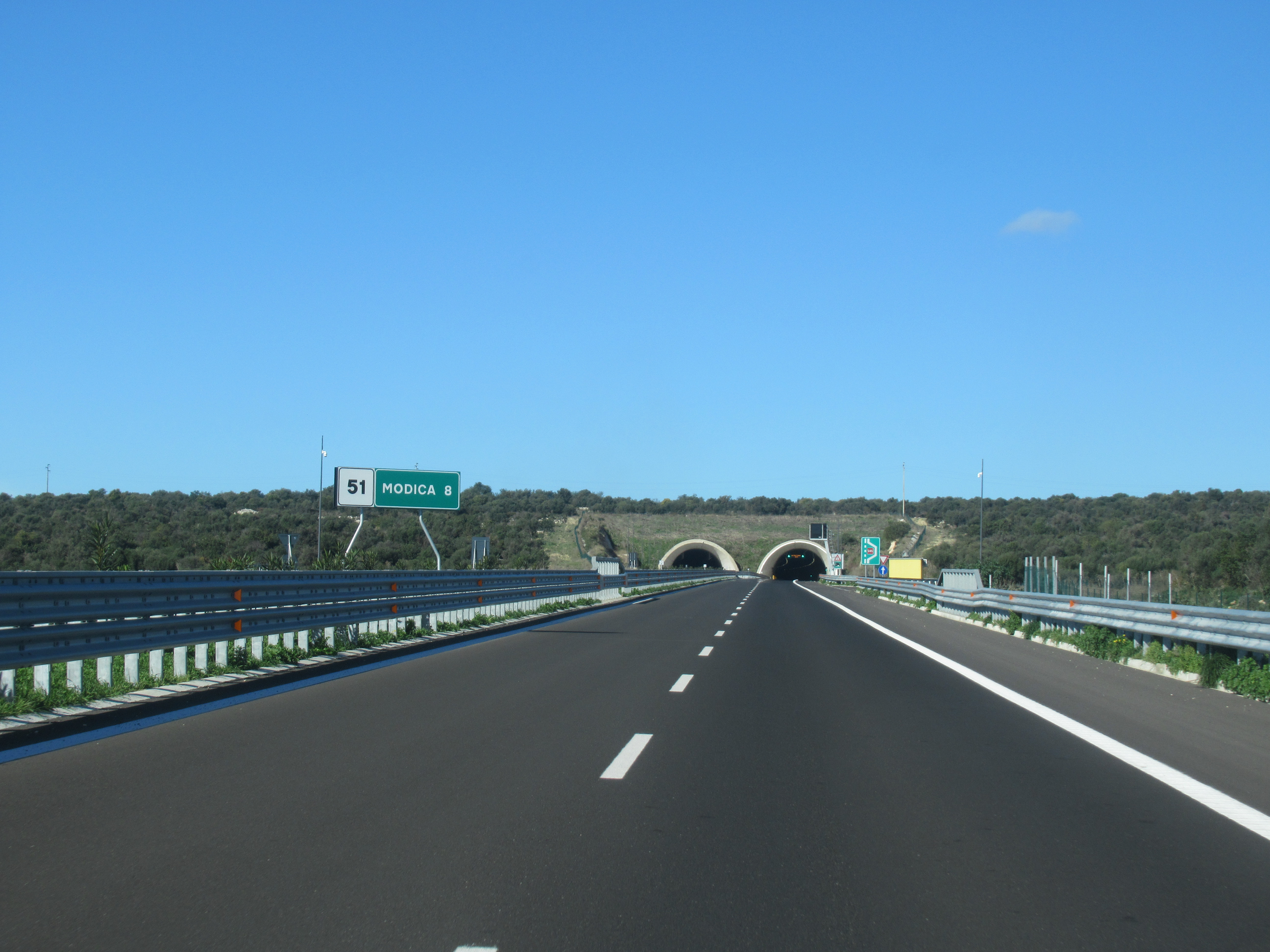
Autostrada A18 Siracusa - Gela verso Modica

Modica è servita dall'autostrada A18 Siracusa - Gela e dalla strada statale 115 Sud Occidentale Sicula, che garantisce i collegamenti con le città dei liberi consorzi comunali di Siracusa e Gela. Strade provinciali collegano Modica con i comuni di Scicli, Pozzallo e Giarratana, e con le frazioni di Marina di Modica e di Sampieri (Scicli). Nei pressi della città, lungo la SS 115, si trova il viadotto Guerrieri, che per alcuni anni ebbe il primato di ponte stradale più alto d'Europa.

### Trasporto pubblico
Dal 2024, il trasporto pubblico di Modica è gestito dalla società privata siciliana SAIS Autolinee, che garantisce collegamenti urbani tra le diverse parti della città.                                                                                  

### Ferrovie

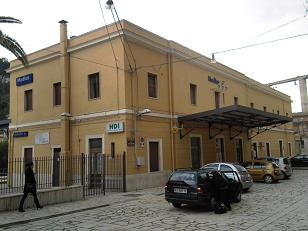
Stazione di Modica

Modica è attraversata dalla ferrovia Siracusa-Gela-Canicattì ed è servita dalla sua stazione ferroviaria.

## Amministrazione
| Periodo         | Periodo        | Primo cittadino           | Partito             | Carica                  | Note                        |
| --------------- | -------------- | ------------------------- | ------------------- | ----------------------- | --------------------------- |
| 7 dicembre 1993 | 28 maggio 2002 | Carmelo Mario Ruta        | La Rete - L'Ulivo   | Sindaco                 |                             |
| 28 maggio 2002  | 3 marzo 2008   | Pietro Torchi Lucifora    | Casa delle Libertà  | Sindaco                 |                             |
| 3 marzo 2008    | 1º luglio 2008 | Giovanni Bologna          | –                   | Commissario prefettizio |                             |
| 1º luglio 2008  | 26 giugno 2013 | Antonino Buscema          | Partito Democratico | Sindaco                 |                             |
| 26 giugno 2013  | 7 giugno 2022  | Ignazio Abbate            | UdC - Liste civiche | Sindaco                 | Rieletto il 12 giugno 2018. |
| 7 giugno 2022   | 31 maggio 2023 | Domenica Ficano           | –                   | Commissario prefettizio |                             |
| 31 maggio 2023  | in carica      | Maria Monisteri Caschetto | DC - Liste civiche  | Sindaco                 |                             |

### Gemellaggi
- Marsala, dal 2016[61][62]
- Alcamo, dal 2023

## Sport

### Calcio
Il Modica Calcio è la principale squadra cittadina, e gioca le sue partite allo stadio Vincenzo Barone.

### Pallavolo
Il Volley Modica partecipa ai campionati nazionali di Serie A3.

### Ciclismo
Il 15 maggio 1999 la 1ª tappa del Giro d'Italia si concluse a Modica con la vittoria di Ivan Quaranta.